# Верхів'я балки Канцерівська
Верхів'я балки Канцерівська — ландшафтний заказник місцевого значення. Об'єкт розташований на території Запорізького району Запорізької області, 600 м на захід від межі залізничої станції «Верхня Хортиця».
Площа — 135,1 га, статус отриманий у 1998 році.
Заказник належить до переліку природно-заповідних територій, особливо важливих для збереження ландшафтного та біологічного різноманіття Запорізької області.

## Походження назви
Під час створення заказника місцевим землевпорядником була допущена помилка в назві балки. Точна історико-географічна назва балки, у верхів'ях якої розташований заказник, — Кайдацька. Балка Канцерівська є також правим відгалуженням долини р. Верхня Хортиця, але розташована нижче за течією.
Виходячи з вищевикладеного, доцільно перейменувати заказник, надавши йому більш коректну назву — «Верхів'я балки Кайдацька».

## Географічне положення

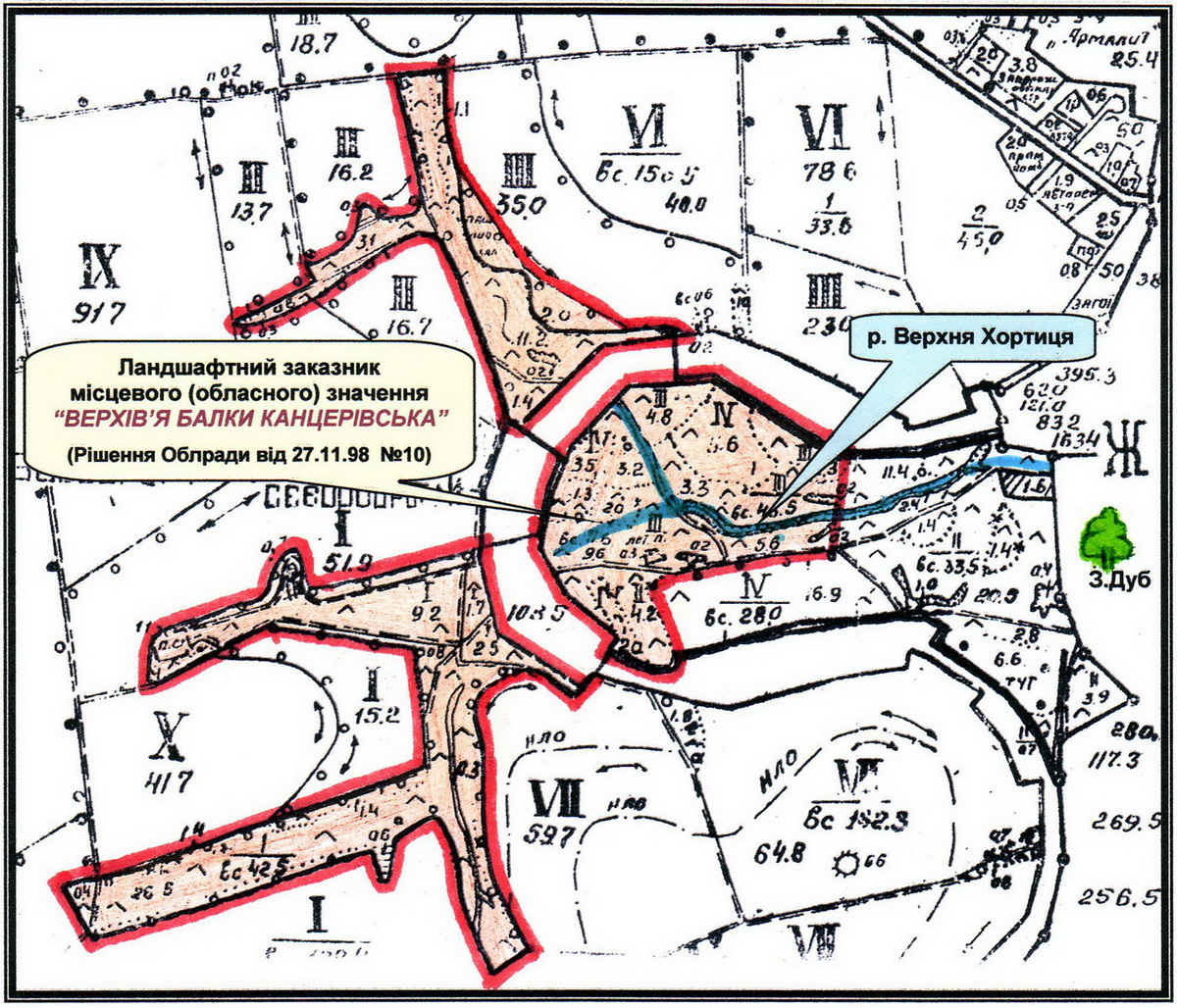
Карта заказника

Заказник розташований у правобережній частині Запорізької області  — у центральній частині т. з. Запорізького Правобережжя. 
Територія заказника поділена одноколійною залізницею на три частини (ділянки): Центральну, Північну і Західну (Південно-Західну). Східна межа Центральної ділянки заказника знаходиться за 0,5 км від околиці селища Верхня Хортиця (м. Запоріжжя). Північна і Західна ділянки заказника розташовані за залізницею відповідно на північ і південний захід від Центральної ділянки.
До Центральної ділянки прилягає старий глиняний кар'єр, який зараз використовується в основному як автодром.
За 0,8 км від східної межі заказника розташована ботанічна пам'ятка природи місцевого значення «Запорізький дуб». 

## Природні особливості
Заказник займає верхню частину балки Кайдацька, яка входить до великої долинно-балкової системи, утвореної р. Верхня Хортиця — правої притоки Дніпра. 
По днищу балки протікає однойменний струмок, який є правою притокою р. Верхня Хортиця (друга, менш вживана назва струмка – річка Хортичанка). На струмку створено невеликий ставок (площею біля 1,5 га), розташований на східній межі Центральної ділянки заказника. Береги струмка  в межах заказника майже повністю заболочені. 
У східній частині Центральної ділянки заказника на денну поверхню виклинюються докембрійські граніти.
У ландшафтному відношенні територія заказника є інтразональним природно-територіальним комплексом  — частиною долинно-річкової системи. Ландшафти тут представлені такими місцевостями (з відповідними урочищами): 1) сучасними заплавно-річковими (з лучними і болотними ґрунтами, місцями засоленими);  2) перших-других надзаплавних нерозчленованих терас (з чорноземними суглинистими ґрунтами); 3) яружно-балковими (з чорноземними різнозмитими і намитими ґрунтами).

### Рослинний світ

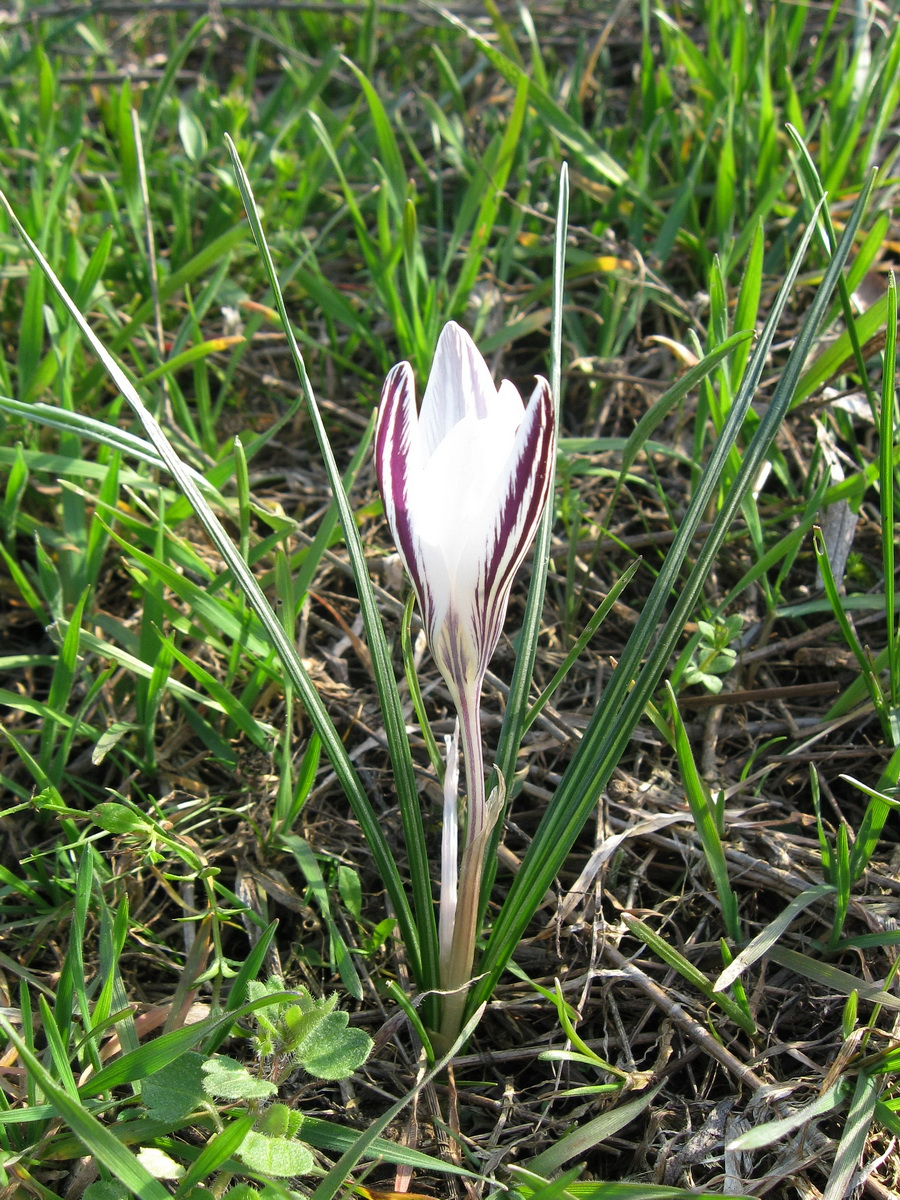
Шафран сітчастий

#### Загальний стан рослинного покриву
Заказник знаходиться в безпосередній близькості до великого міста і є традиційним місцем відпочинку городян. На автодромі постійно відбуваються тренування і змагання автогонщиків. Крім того, на околиці с. Верхня Хортиця функціонувала колись тваринницька ферма. Зараз територія, в першу Центральна ділянка заказника, безконтрольно використовується місцевими жителями для випасу крупної рогатої худоби. Це спричинило до того, що частина території новоствореного заказника зазнала певної деградації рослинного покриву (1—3, місцями 4, стадії пасовищної, пірогенної та рекреаційної дигресії). 

#### Флора

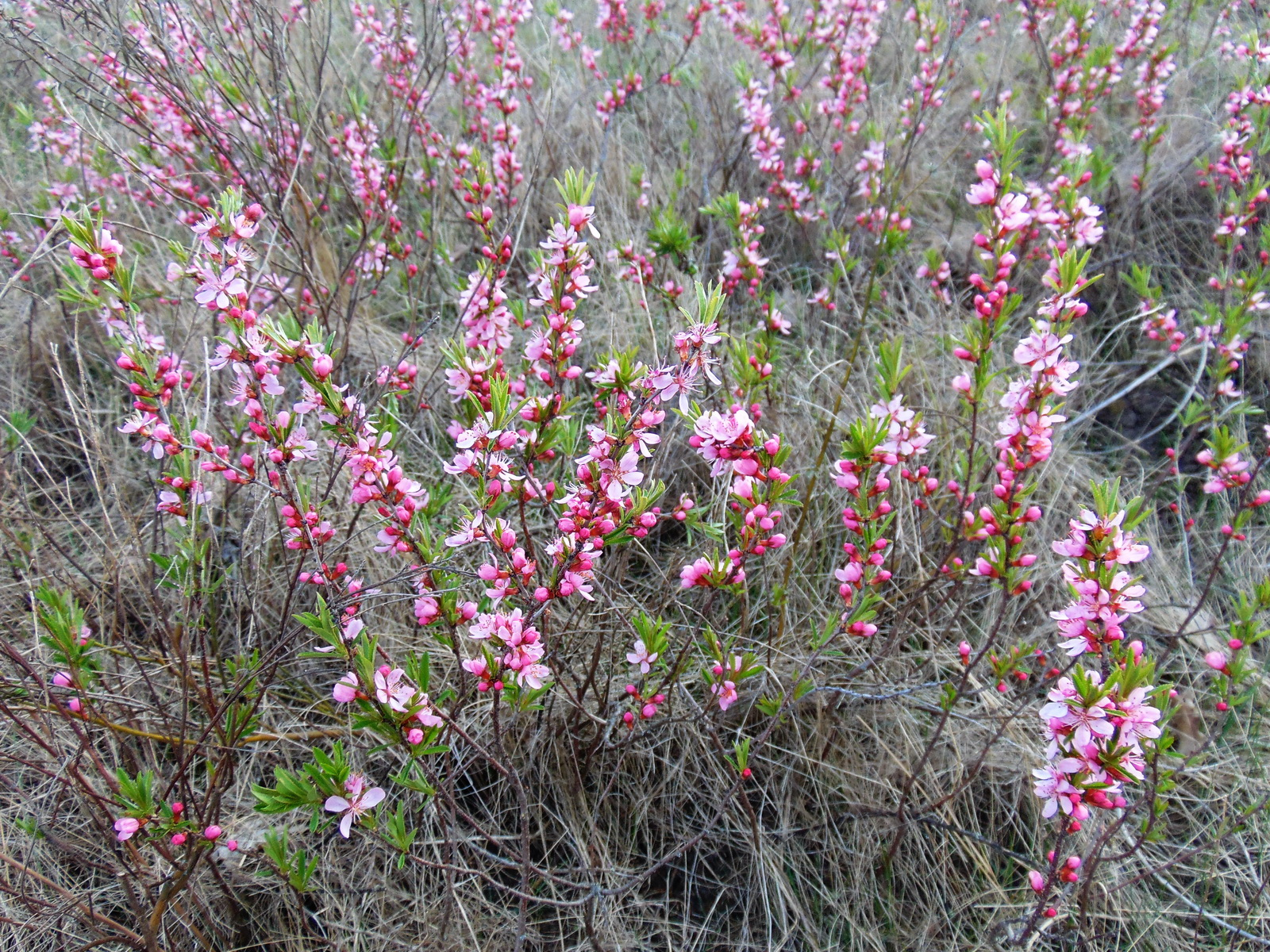
Мигдаль степовий

Не зважаючи на значний антропогенний вплив, сучасна флора заказника включає більше 220 видів дикорослих вищих рослин, в тому числі раритетних. За показниками флористичного різноманіття  територія заказника є найрепрезентативнішою і найціннішою серед природно-заповідних об'єктів Запорізького Правобережжя.

#### Рослинність
Схили долини р. Верхня Хортиця і прилеглих балок вкриті степовою рослинністю, представленою різнотравно-типчаково-ковиловим, лучним, чагарниковим і петрофітним степом. Природна байрачнолісова рослинність збереглася місцями по тальвегах і схилах балок і вибалків, які входять до складу річкової долини. У витоках Кайдацького ручаю (Центральна ділянка) збереглися залишки заплавних лісів. На місці знищеної байрачнолісової і заплавнолісової рослинності утворилися заплавні та суходільні луки, які займають досить значні площі. У місцях постійного зволоження утворилися болота. Уздовж долини річки та по контурам прилеглих балок створені захисні лісосмуги.

#### Раритетні види та угруповання рослин

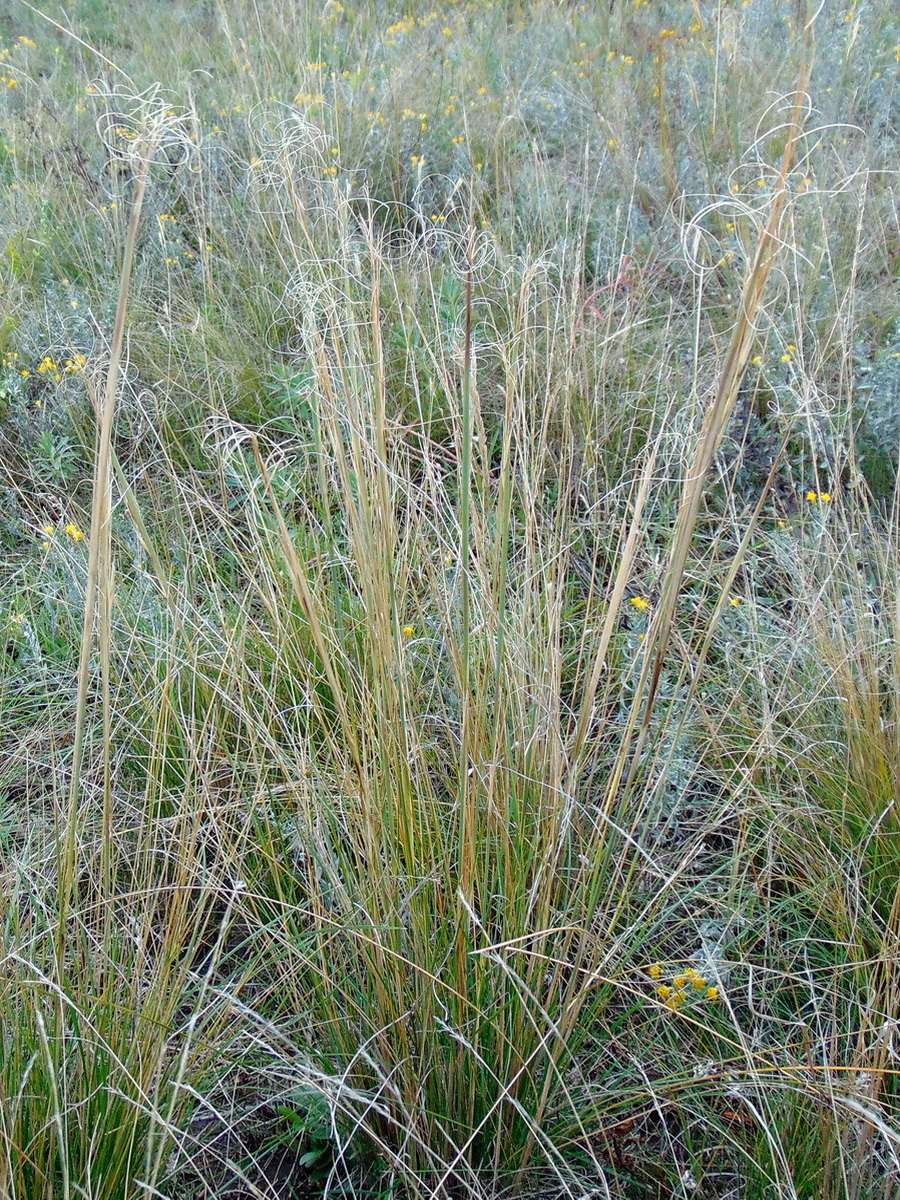
Ковила волосиста

На території заказника зростає 1 вид рослин, занесений до Червоного списку Міжнародного союзу охорони природи (астрагал шерстистоквітковий), 1 вид грибів (зморшок степовий) та 13 видів рослин, занесених до Червоної книги України (сон лучний, горицвіт волзький, астрагал понтійський, астрагал шерстистоквітковий, брандушка різнокольорова, шафран сітчастий, тюльпан дібровний, тюльпан бузький, рястка Буше, ковила волосиста, ковила пірчаста, ковила Лессінга, ковила найкрасивіша), а також 18 видів рослин, занесених до Червоного списку рослин Запорізької області (ефедра двоколоскова, мигдаль степовий, астрагал пухнастоквітковий, барвінок трав'янистий, дивина лікарська, валеріана пагононосна, дзвоники скупчені, півники маленькі, гіацинтик блідий, белевалія сарматська, зірочки цибулиноносні, зірочки Пачоського, зірочки богемські (Шовіца), проліска дволиста, цибуля крапчаста, цибуля Пачоського, цибуля кругла, цибуля круглоголова).
На території заказника виявлено 5 рослинних угруповань, які занесені до Зеленої книги України, зокрема формації мигдалю степового, ковили волосистої, ковили пірчастої ковили Лессінга та ковили найкрасивішої. 

### Твариний світ

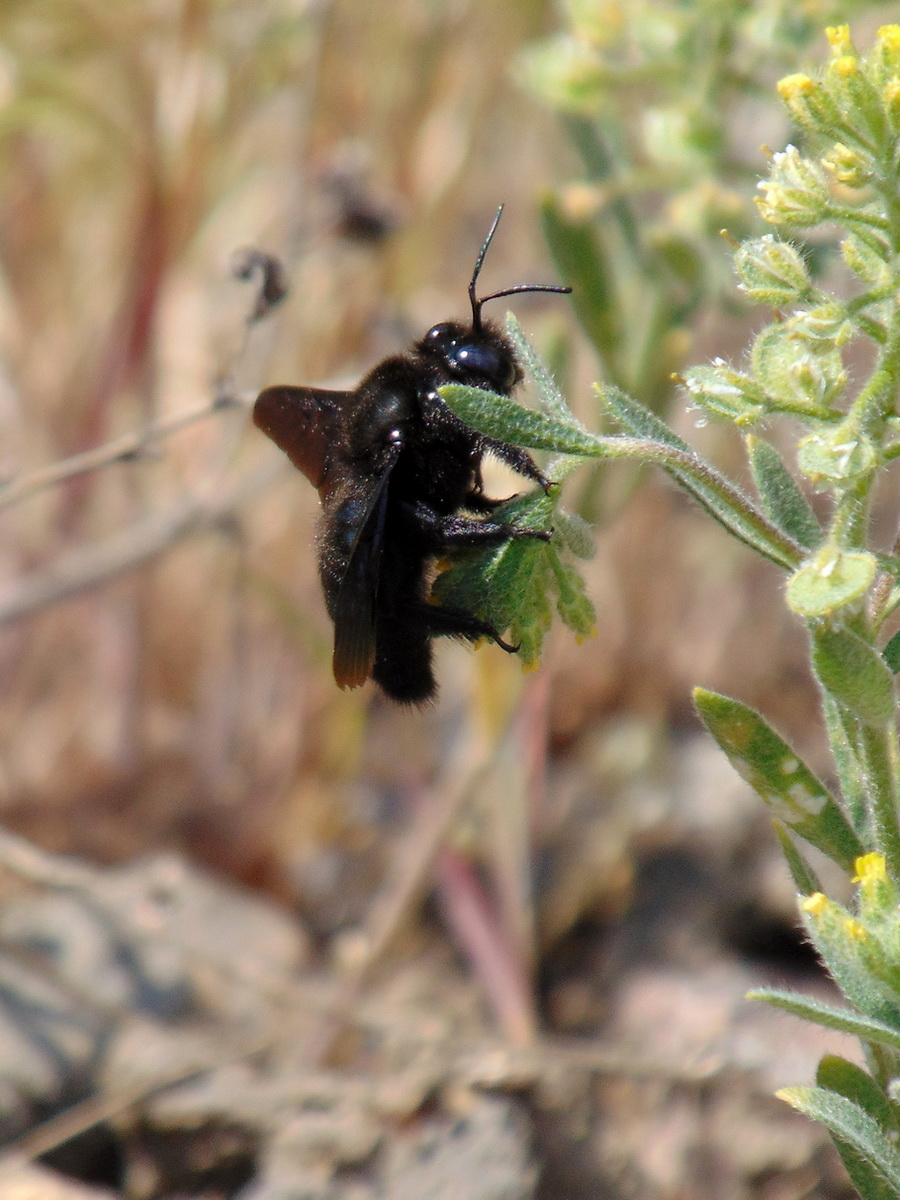
Ксилокопа звичайна

Фауна хребетних тварин заказника включає більше 90 видів, у тому числі 2 види земноводних (ропуха зелена, жаба озерна), 6 видів плазунів (ящірка прудка, вужі звичайний і водяний та ін.), 72 види птахів (синиця велика, щиглик, соловейко східний, зеленяк, жайворонок степовий, зяблик, шпак звичайний, сорокопуд терновий, сойка, бджолоїдка звичайна, одуд, дятел звичайний, куріпка сіра, фазан, боривітер звичайний та ін.) і 16 видів ссавців (білозубка мала, їжак білочеревий, мишак лісовий, полівка європейська, заєць сірий, ласка, лисиця звичайна та ін.)

#### Раритетні види тварин

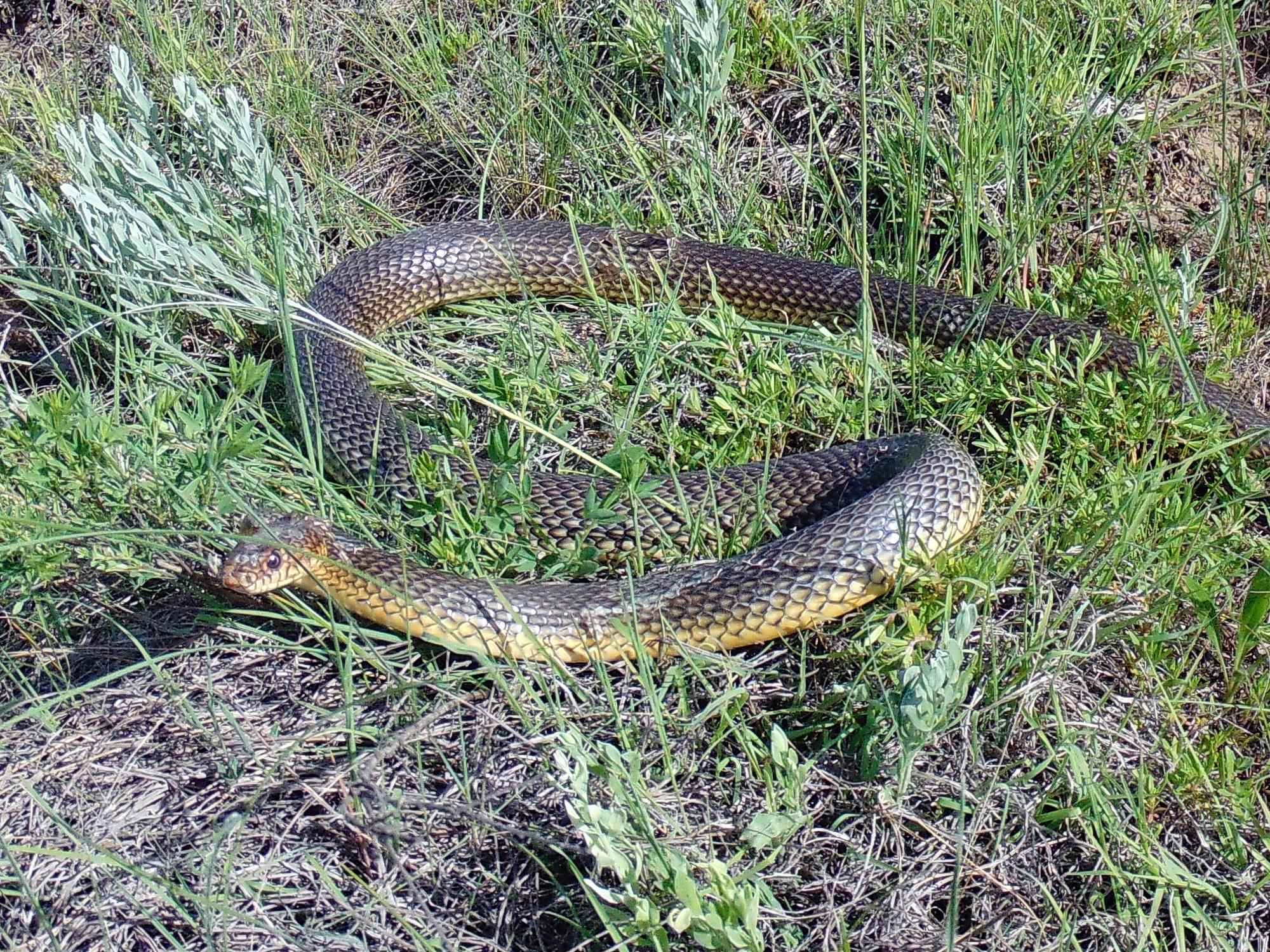
Полоз жовточеревий

За показниками раритетності фауни ландшафтний заказник «Верхів'я балки Канцерівська (= Кайдацька)» значно перевищує всі інші природно-заповідні об'єкти Запорізького Правобережжя.
На території заказника зареєстровано 17 видів  тварин, занесених до Червоної книги України (мухоловка звичайна, дозорець-імператор, красуня діва, махаон, подалірій, поліксена, ксилокопа звичайна, джміль глинистий, сколія-гігант, ящірка зелена, полоз жовточеревий, полоз сарматський, совка, сова сіра, вечірниця руда, сліпак подільський, тхір степовий). В ставку інтродукована черепаха болотна. В безпосередній близькості від заказника в балці Кайдацька відмічались також жук-олень, красотіл пахучий, бражник мертва голова. 

## Панорами

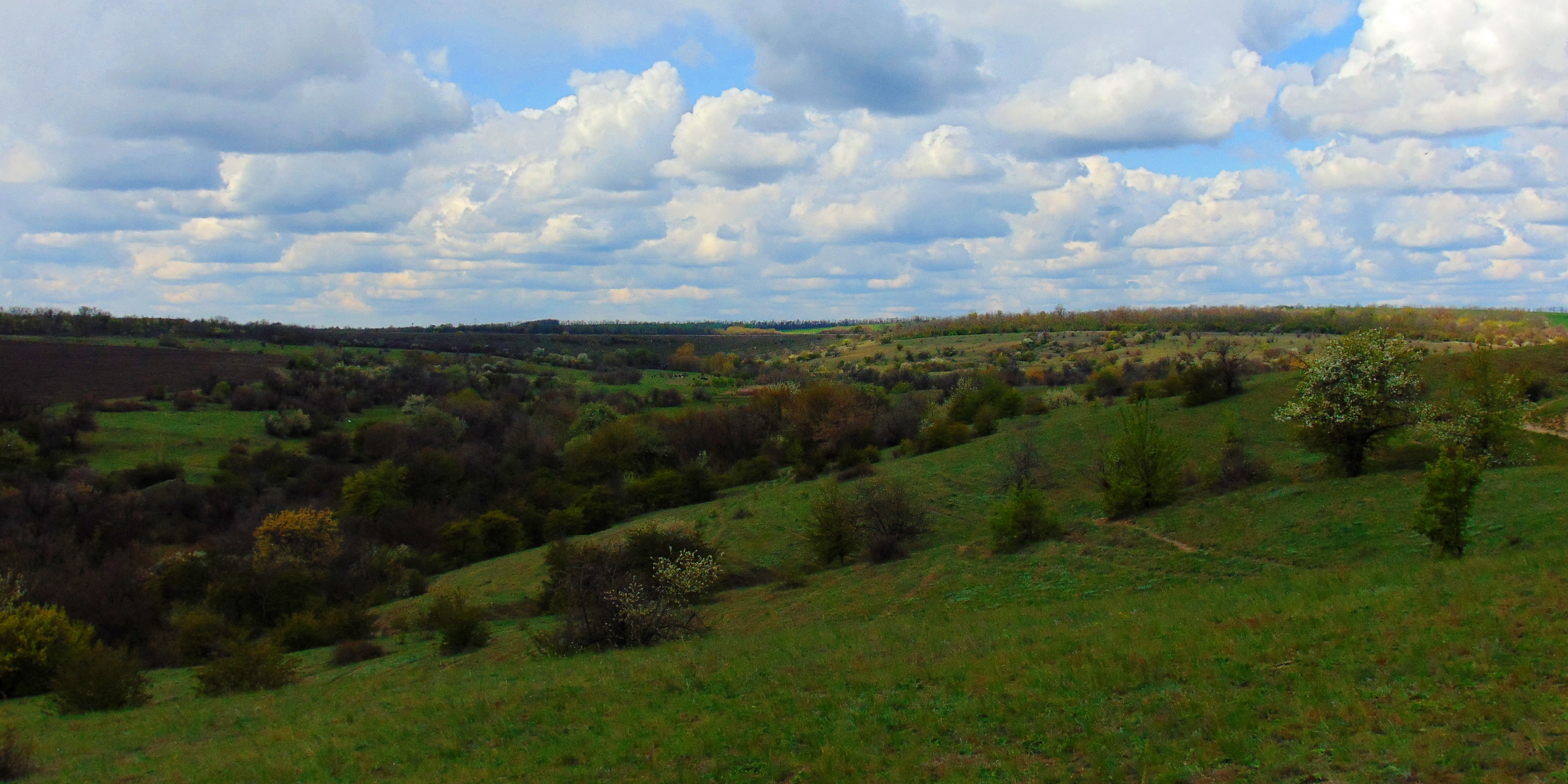
Центральна ділянка заказника
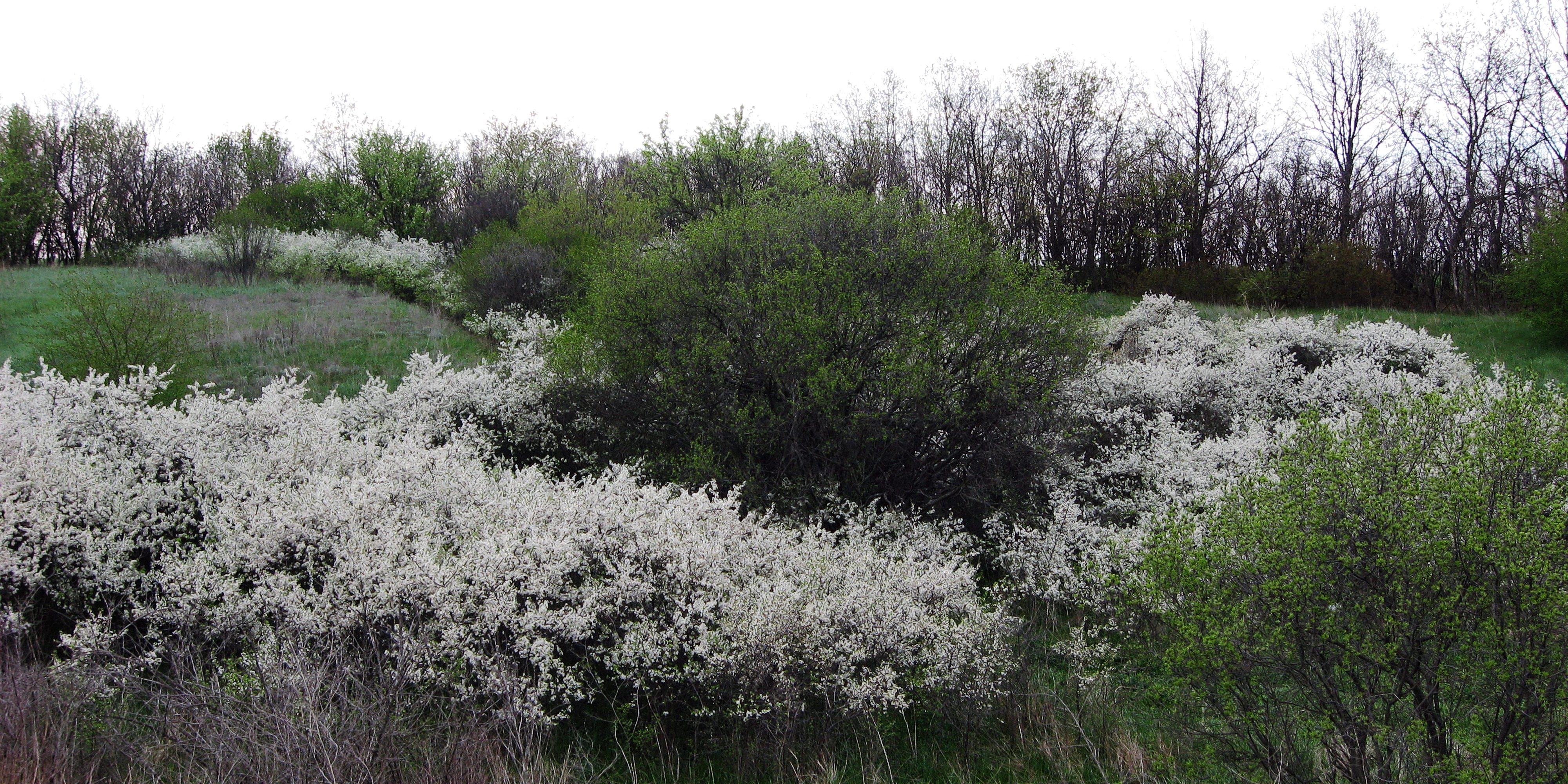
Західна ділянка заказника. Терновник
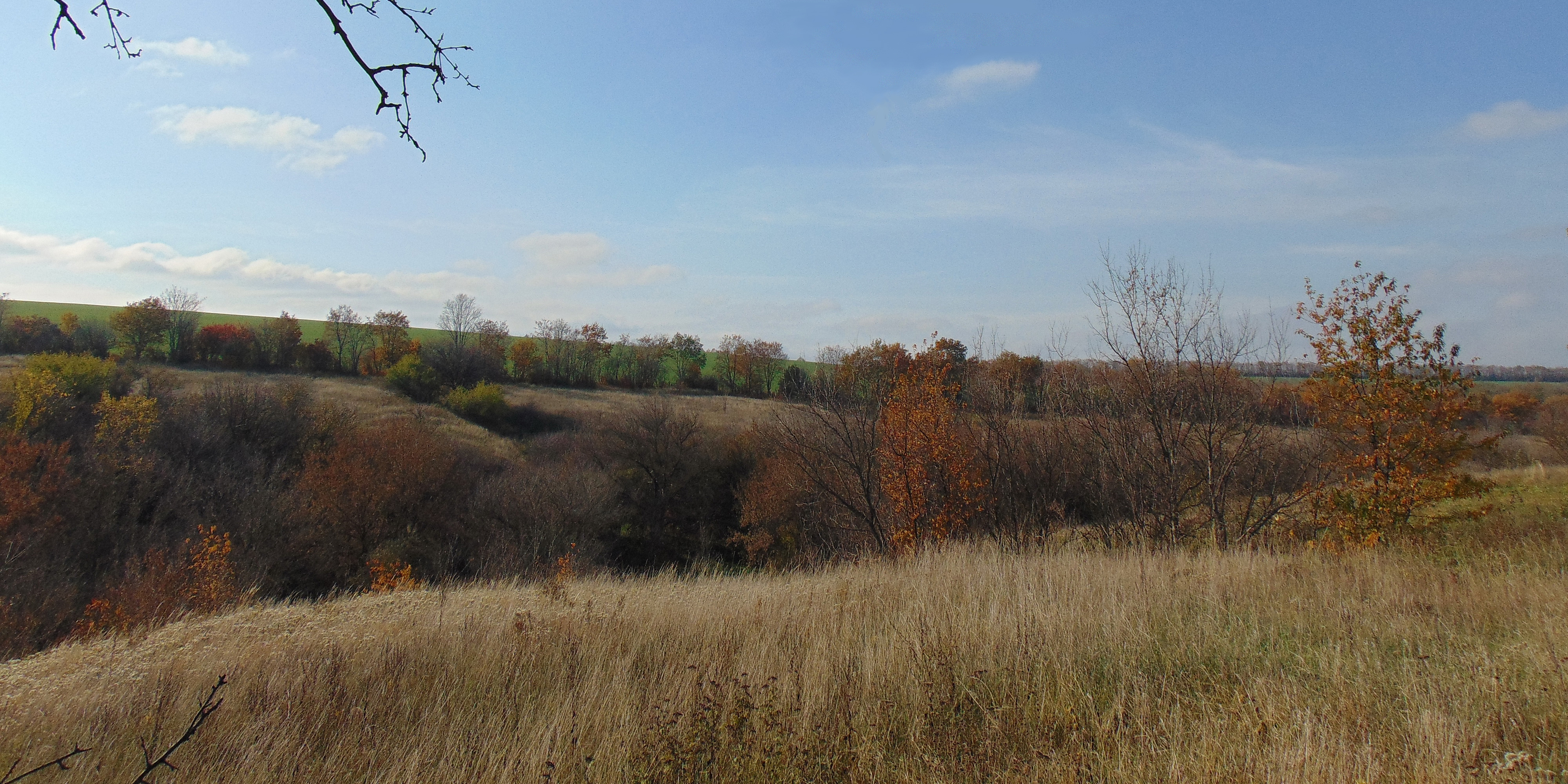
Північна ділянка заказника
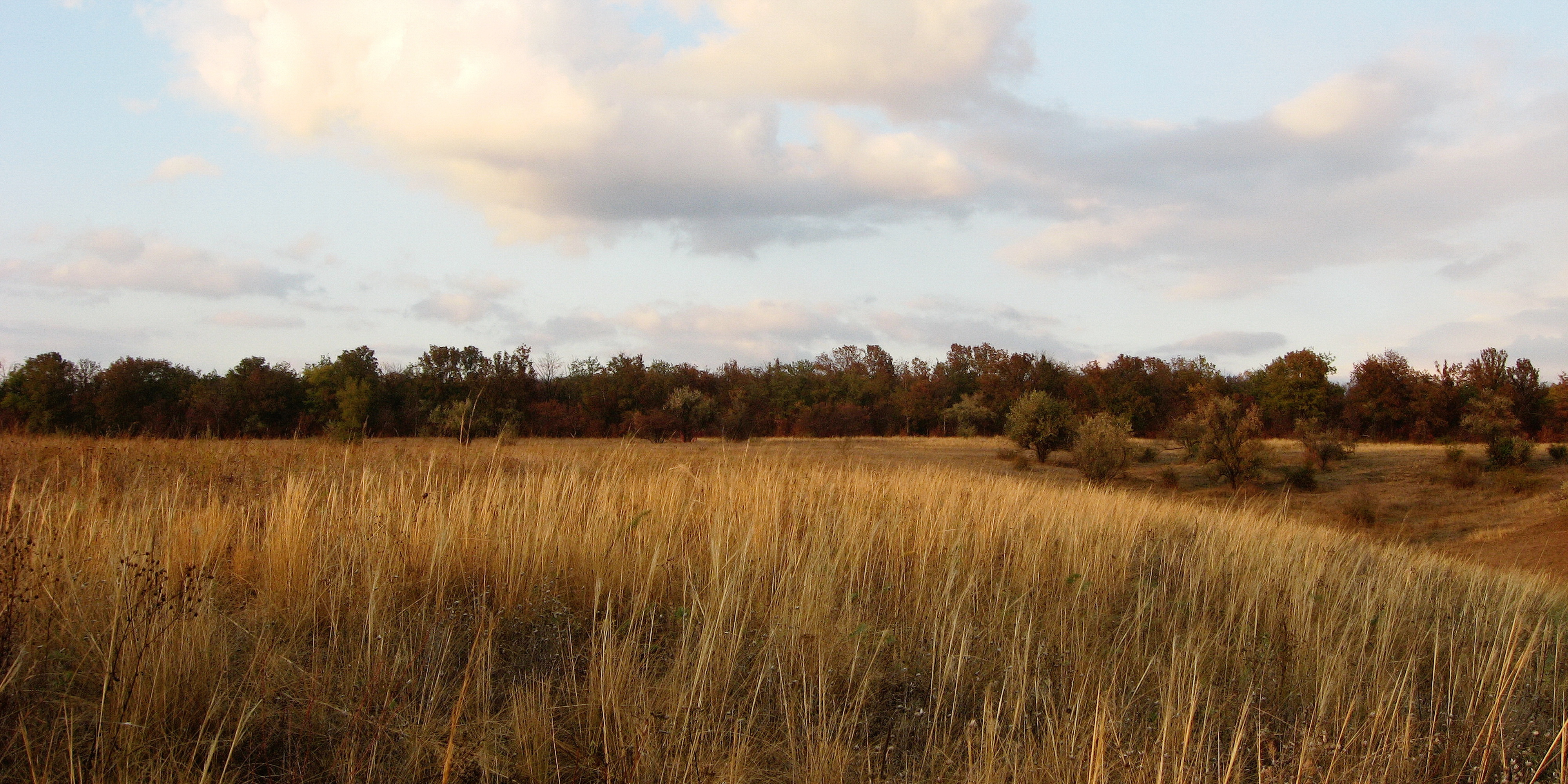
Формація ковили волосистої
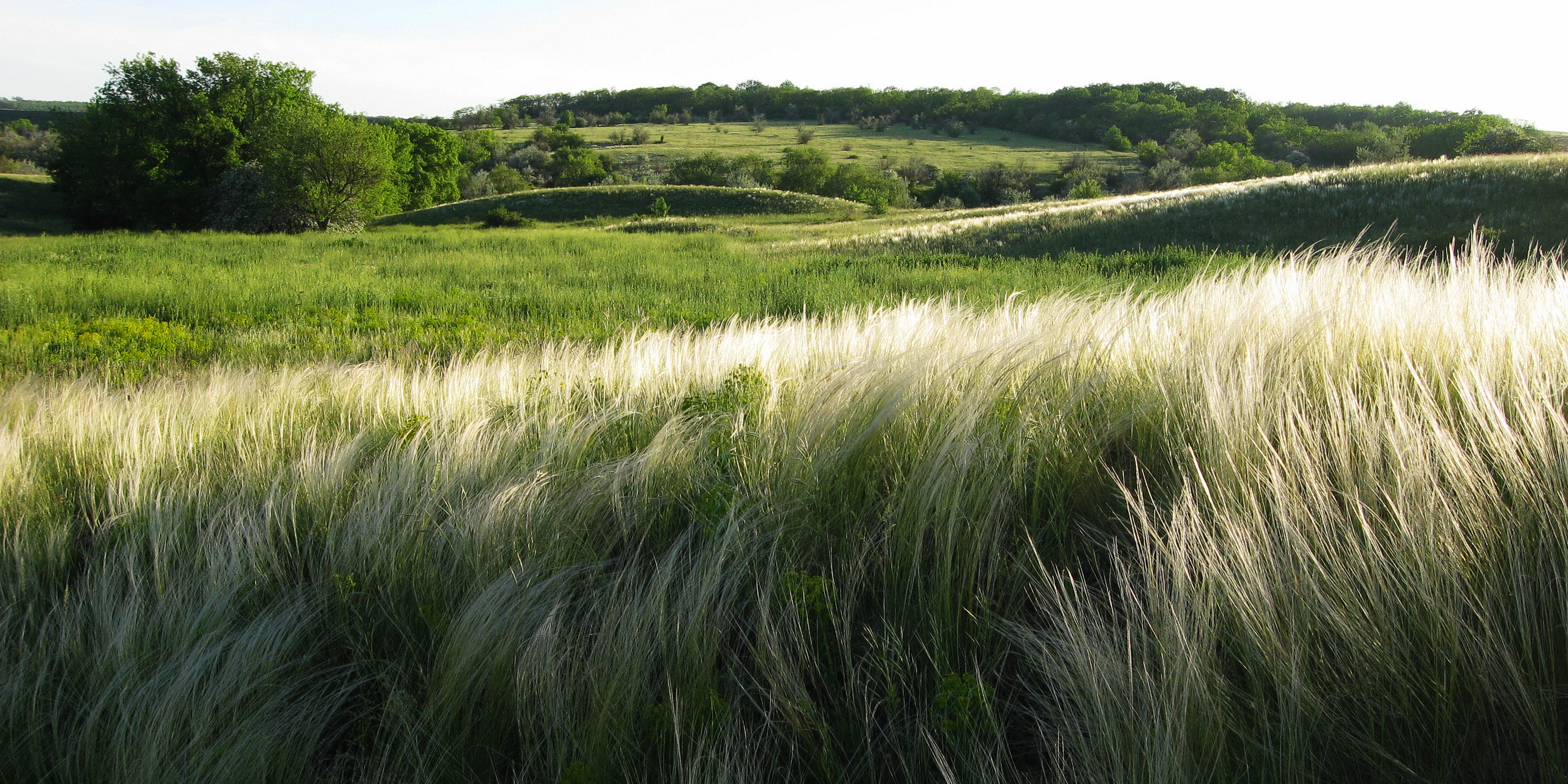
Формація ковили Лессінга
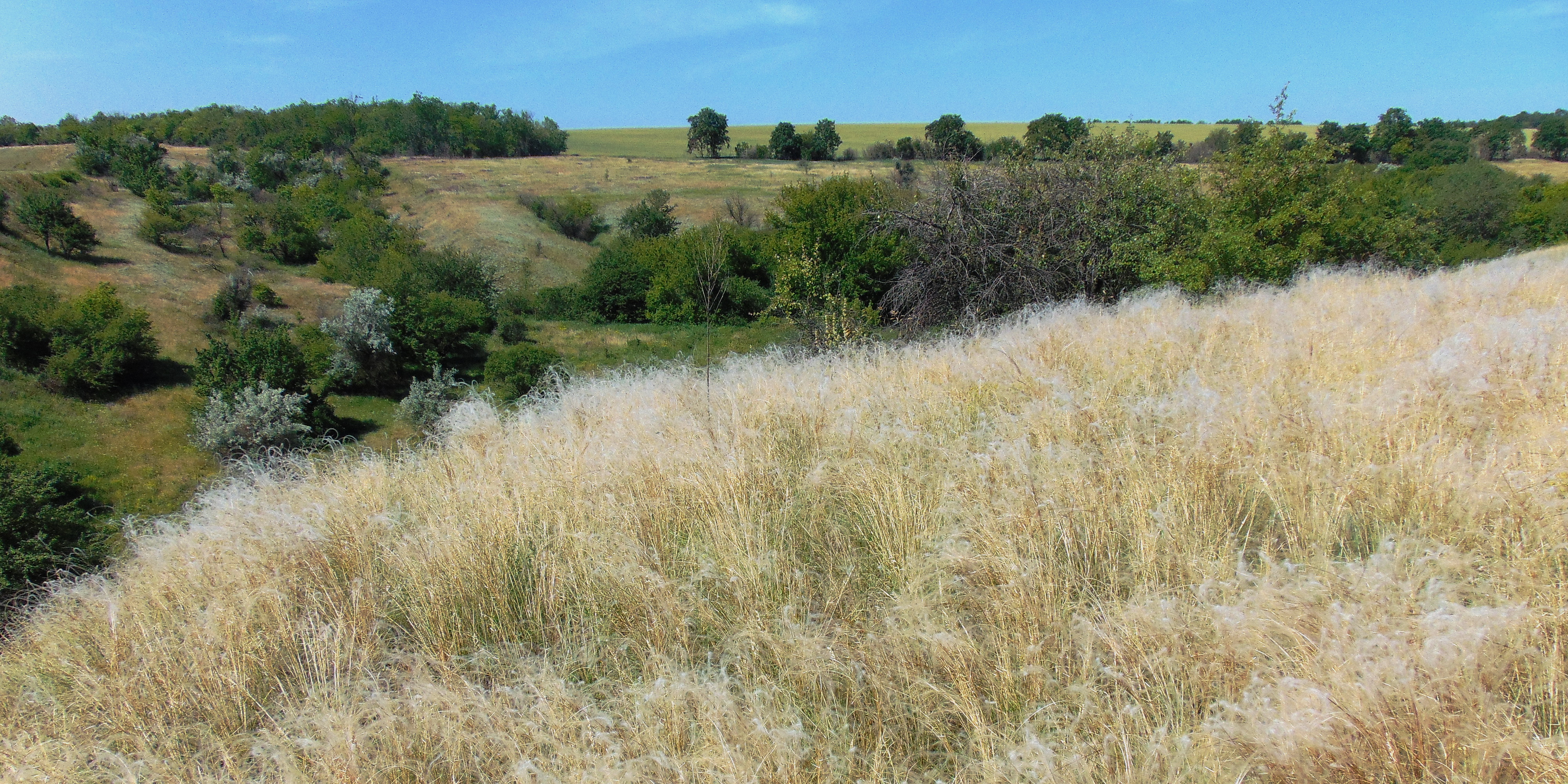
Формація ковили найкрасивішої

## Галерея

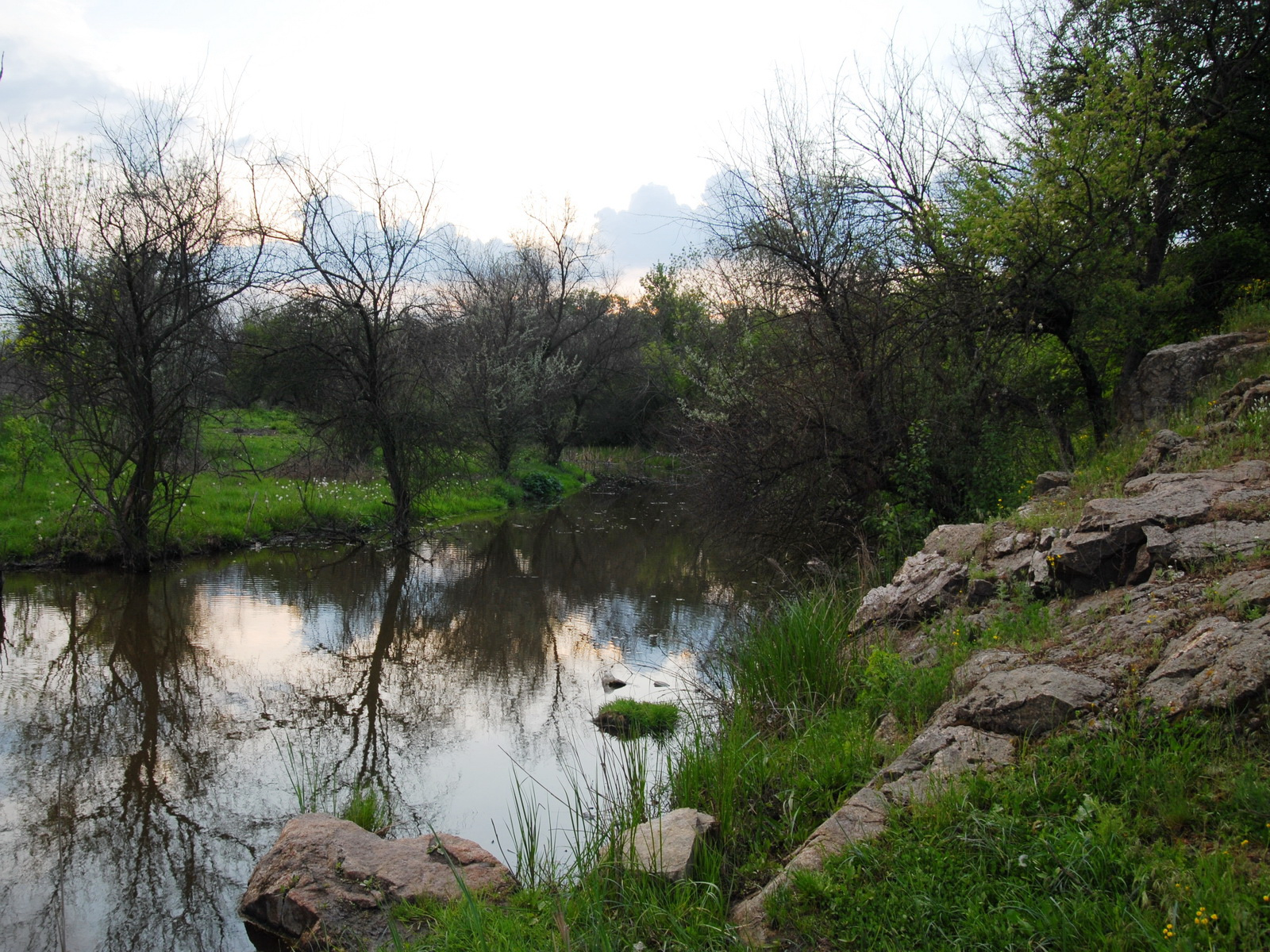
Докембрійські граніти
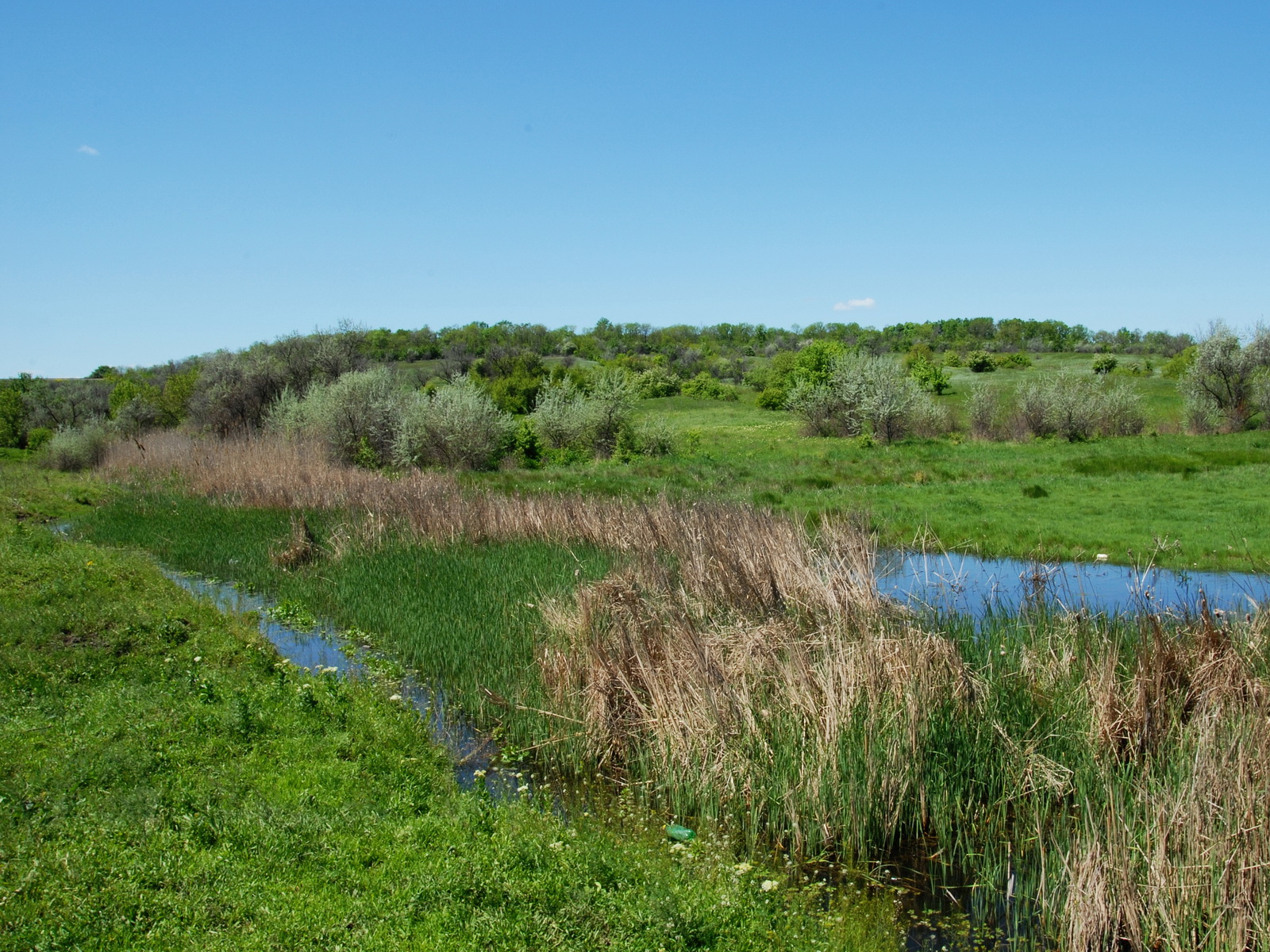
Один із витоків річки
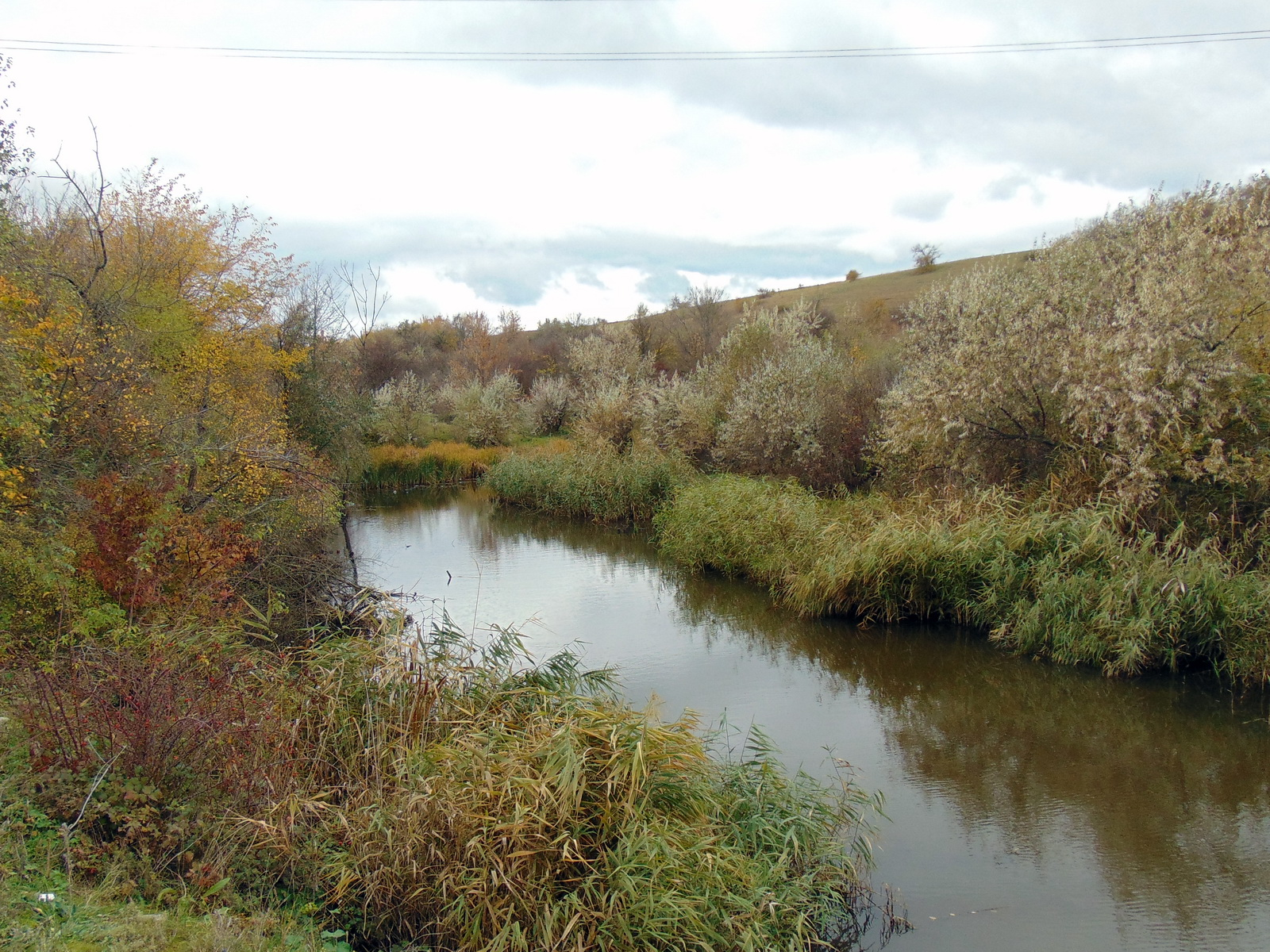
Ставок
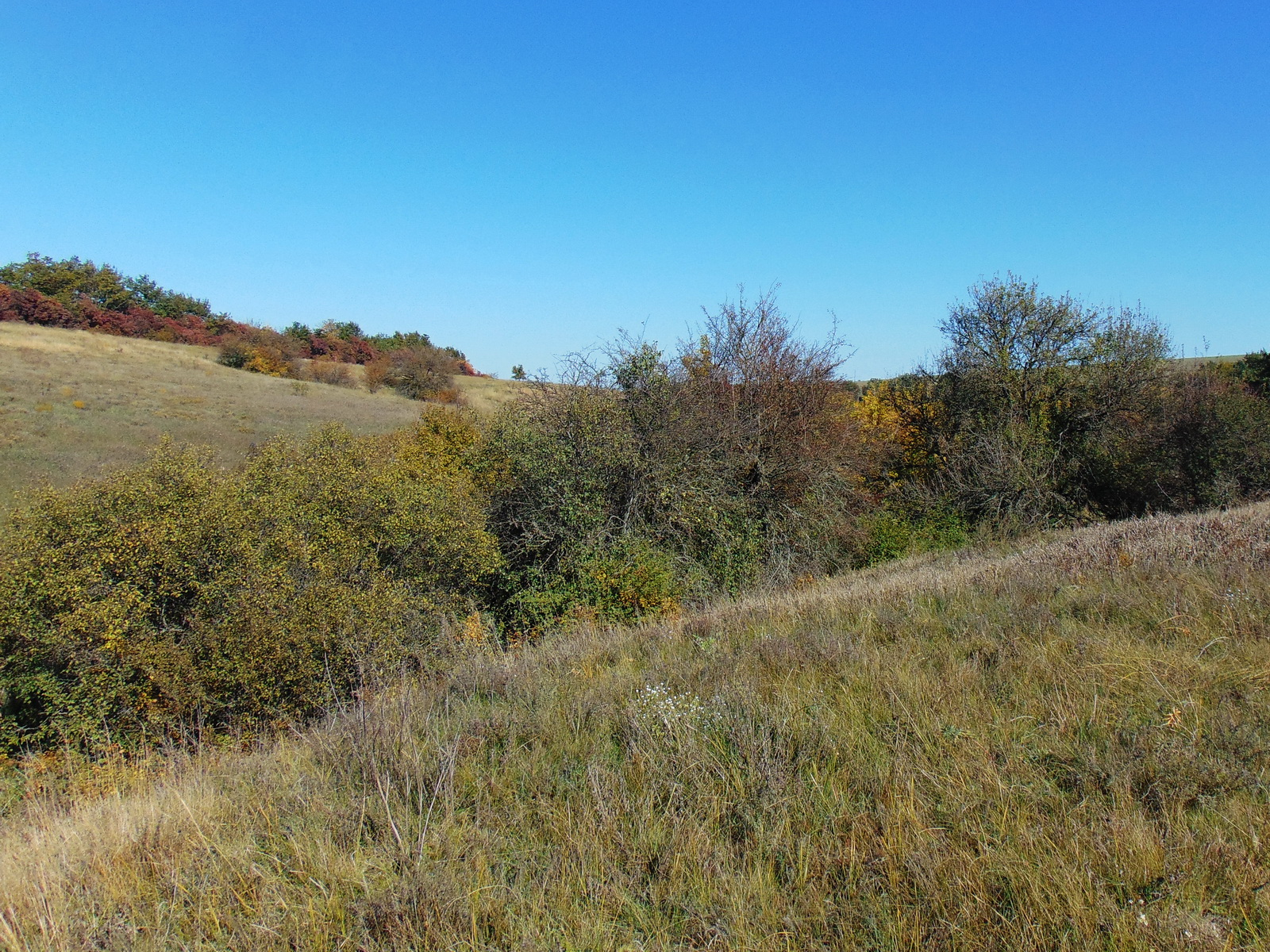
Байрачний ліс
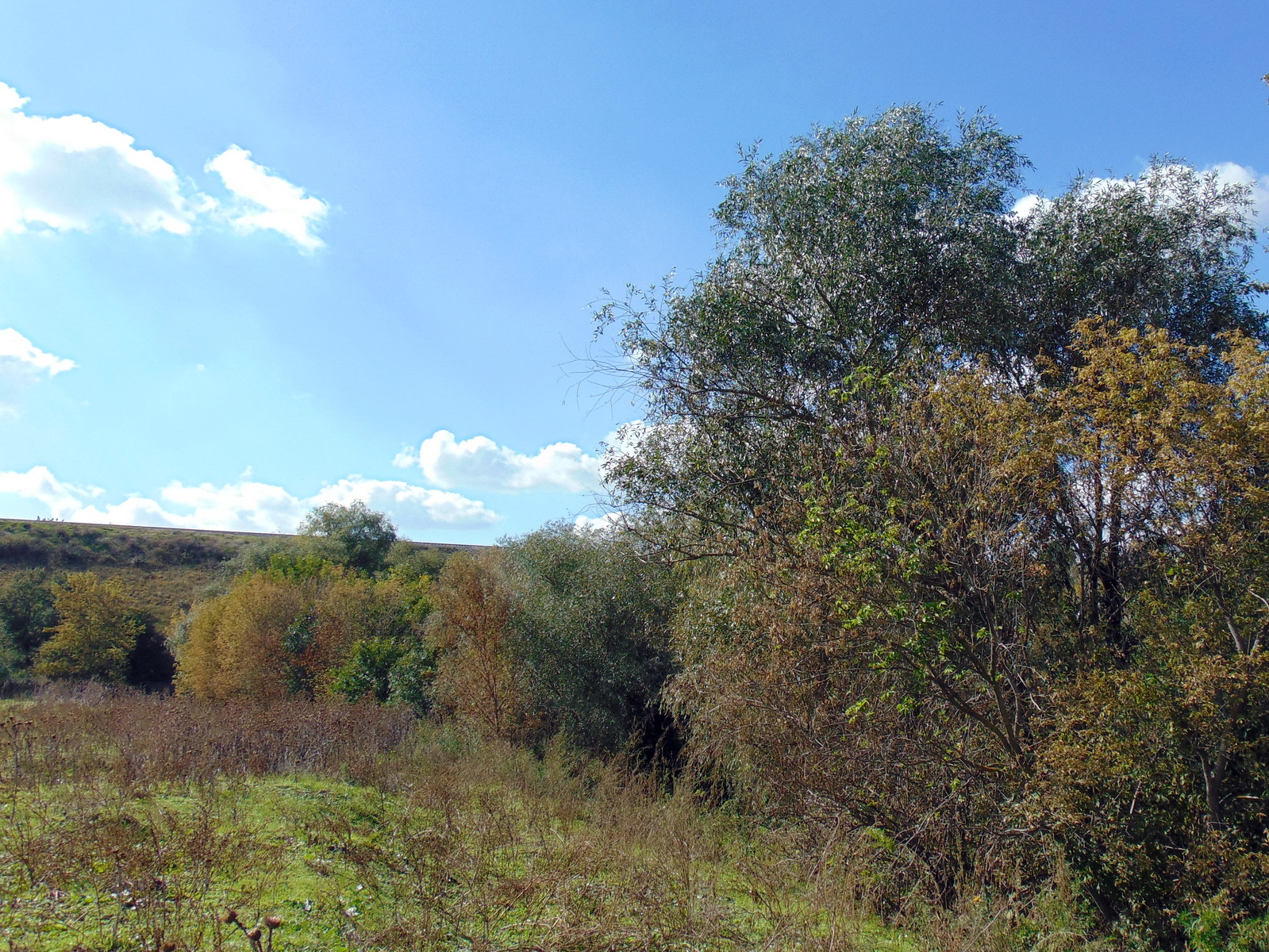
Залишки заплавного лісу
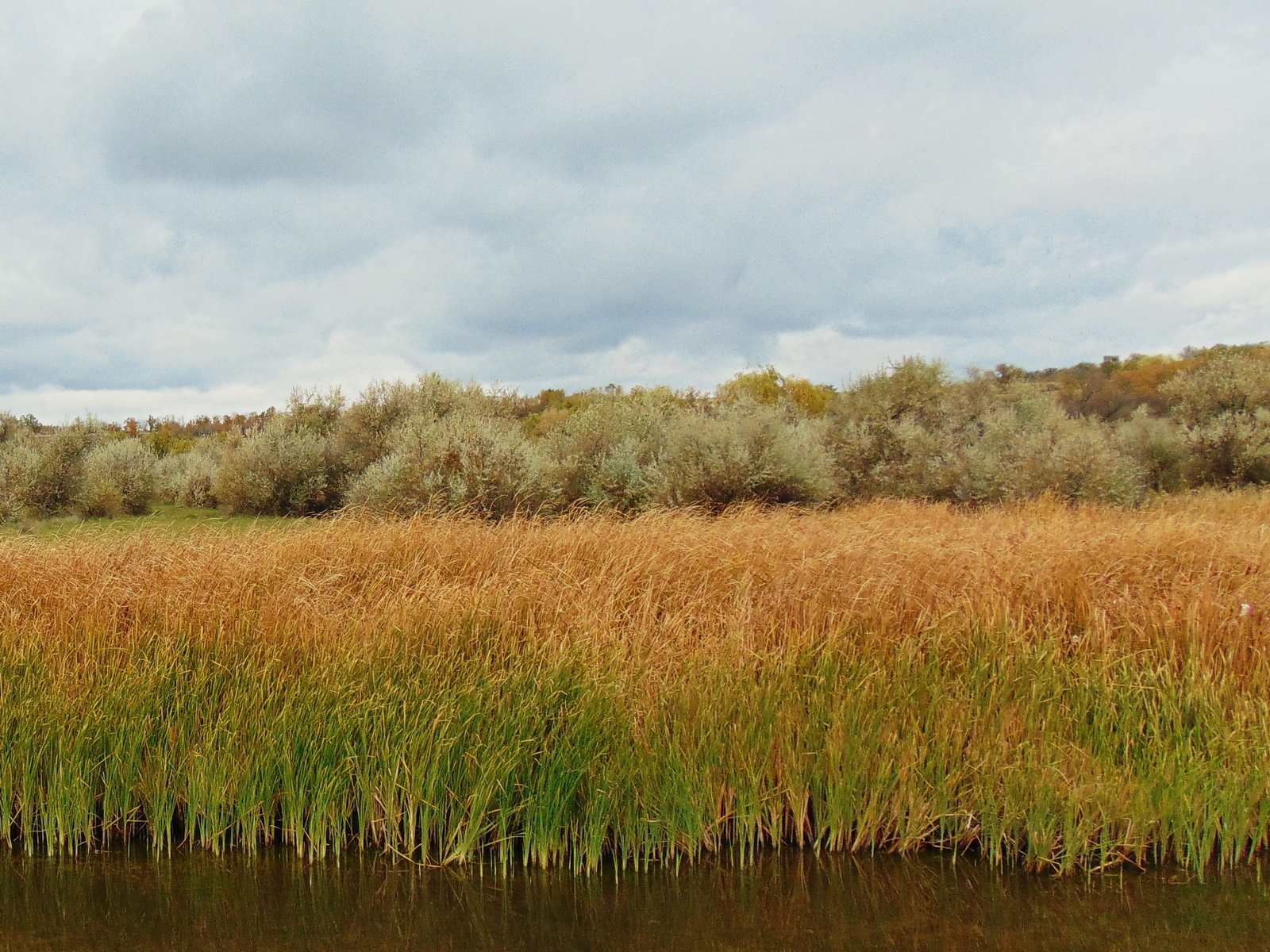
Рогозове болото
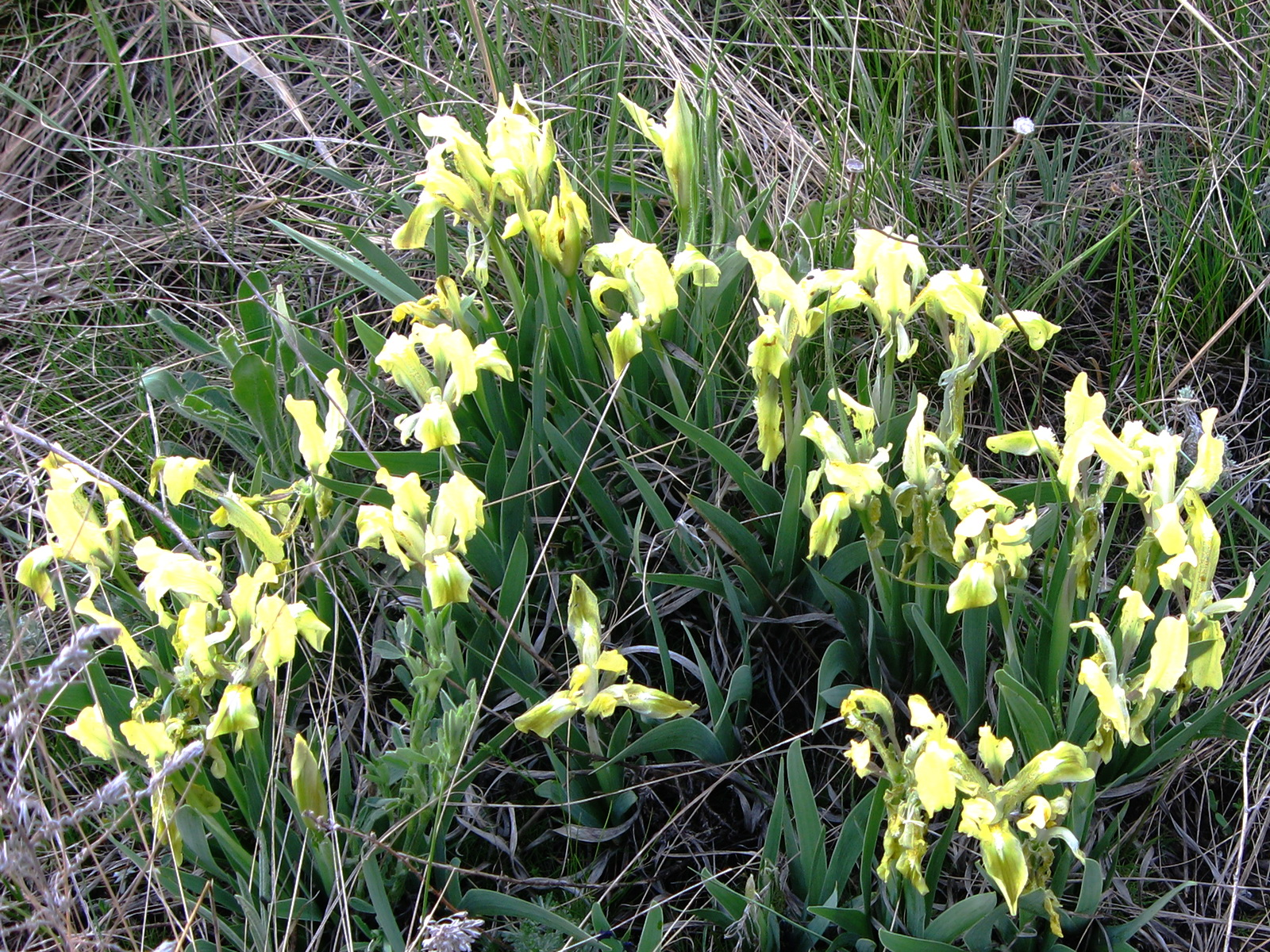
Півники маленькі
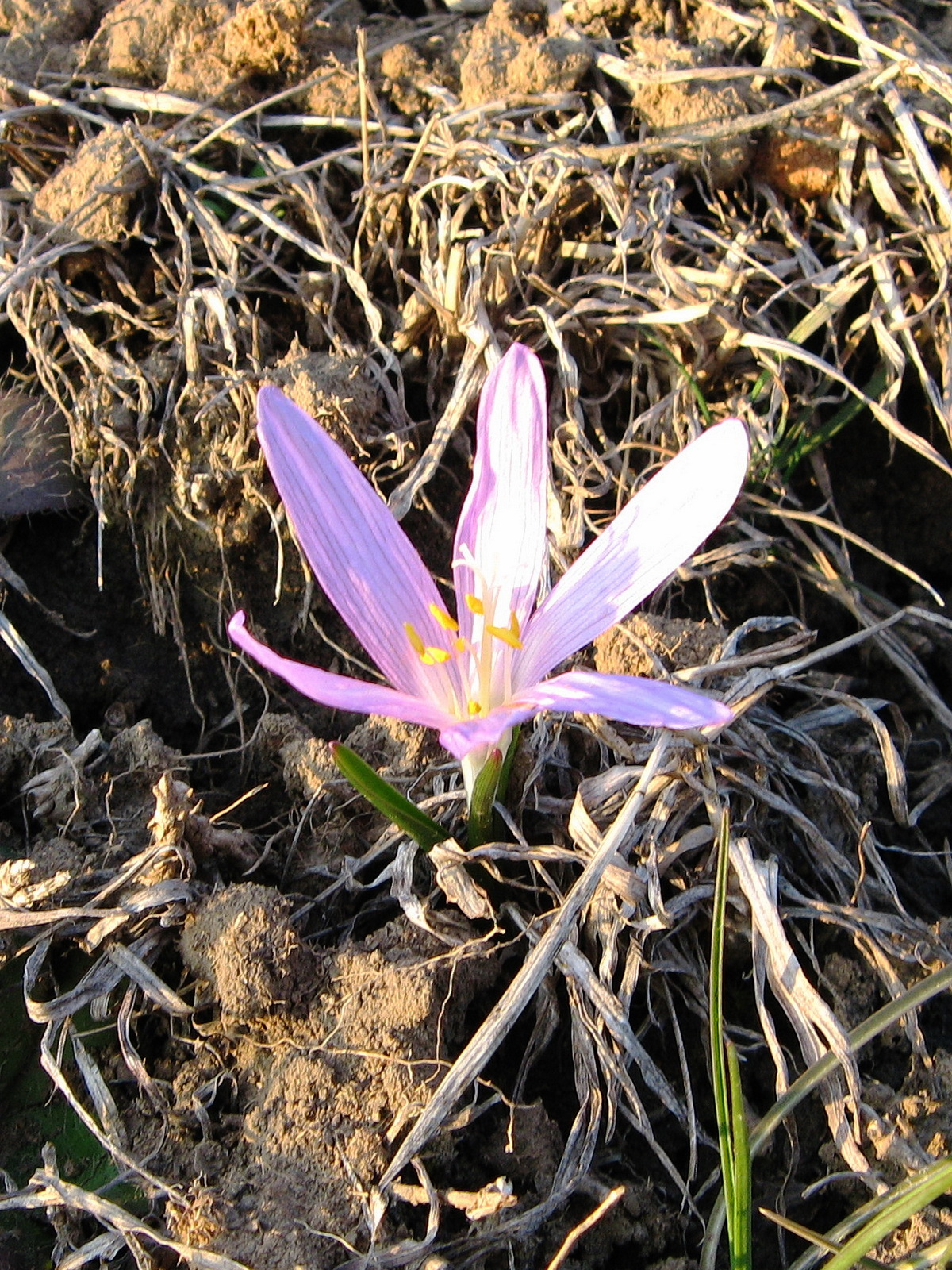
Брандушка різнокольорова
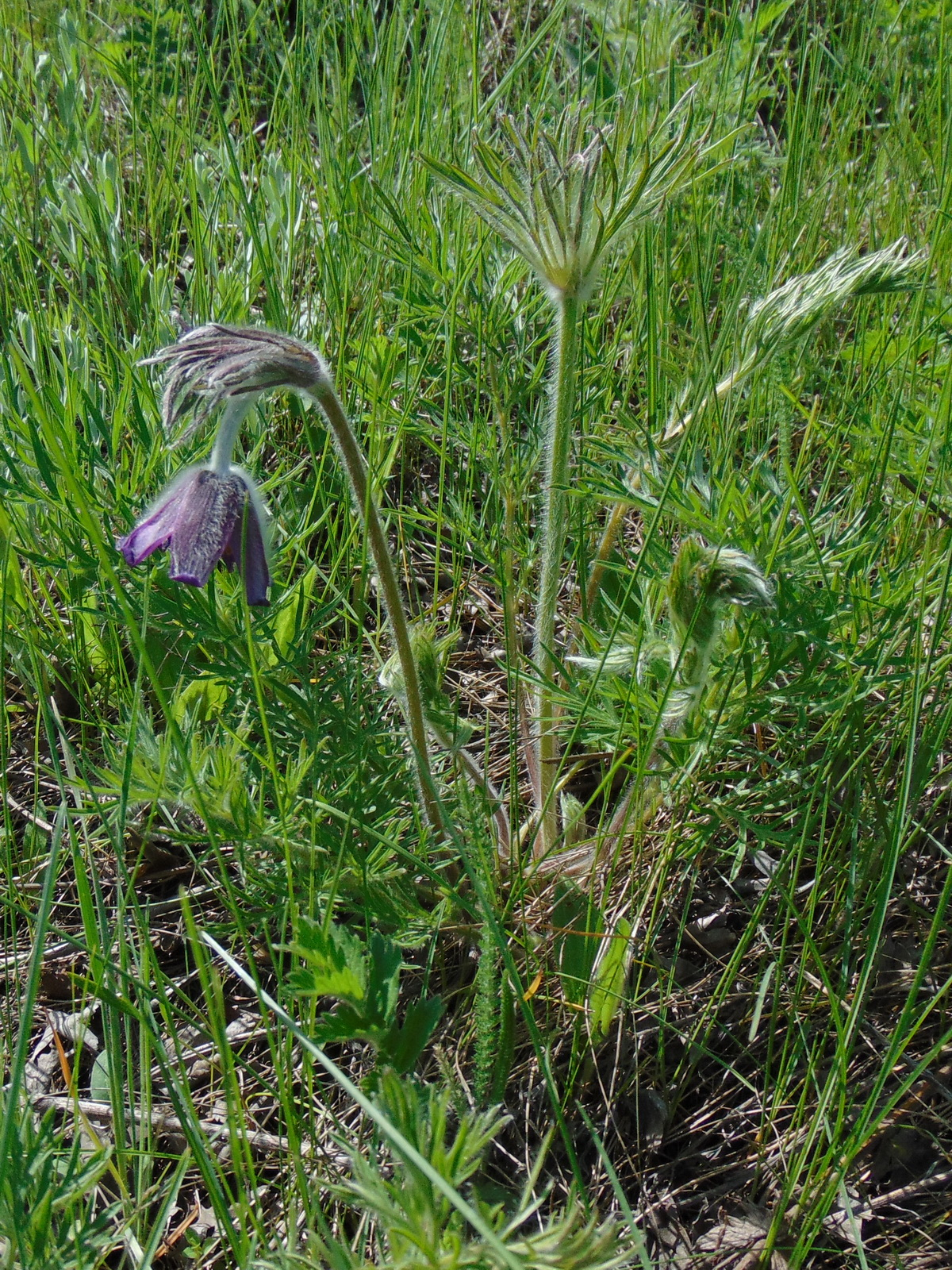
Сон лучний
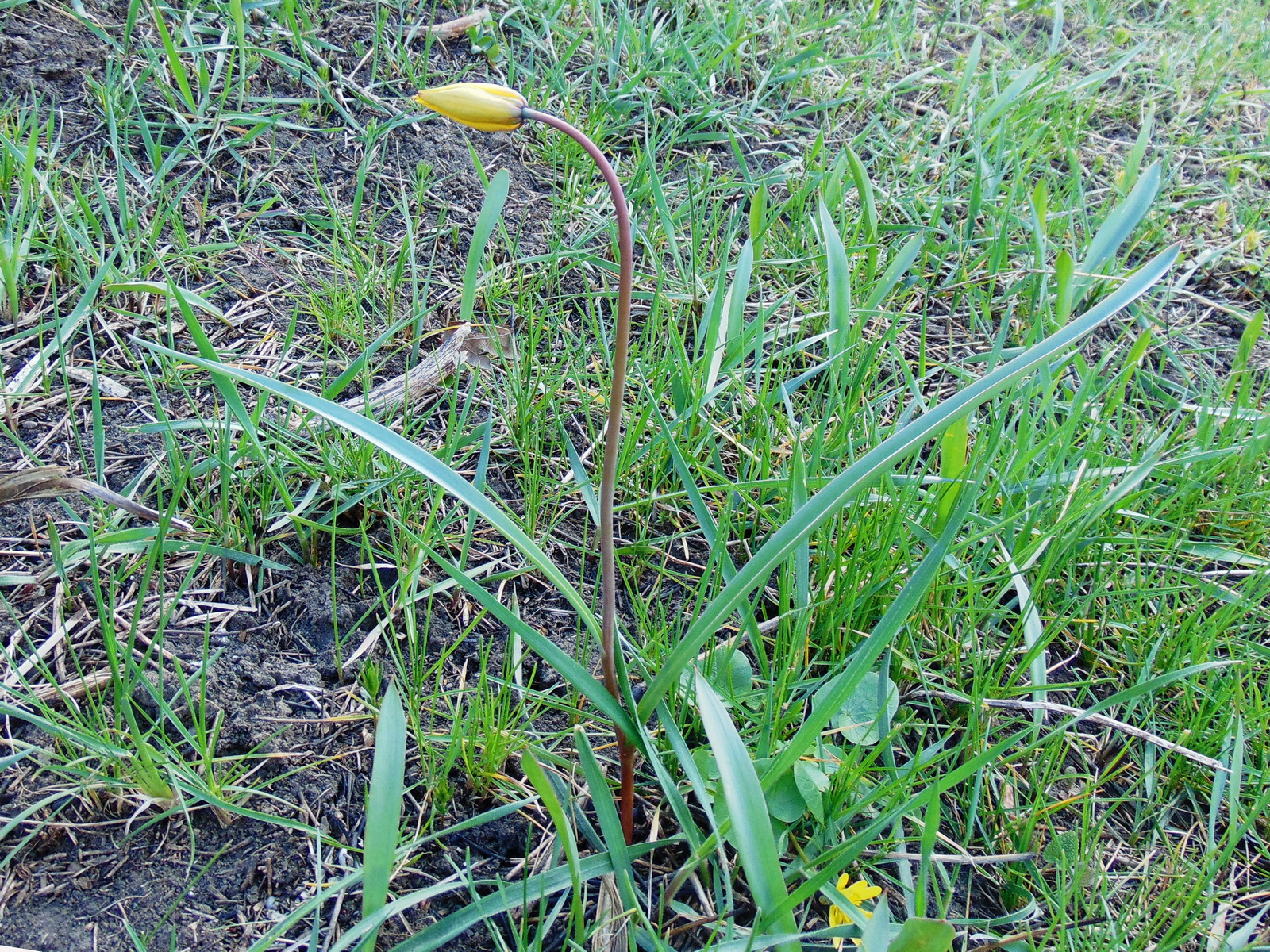
Тюльпан дібровний
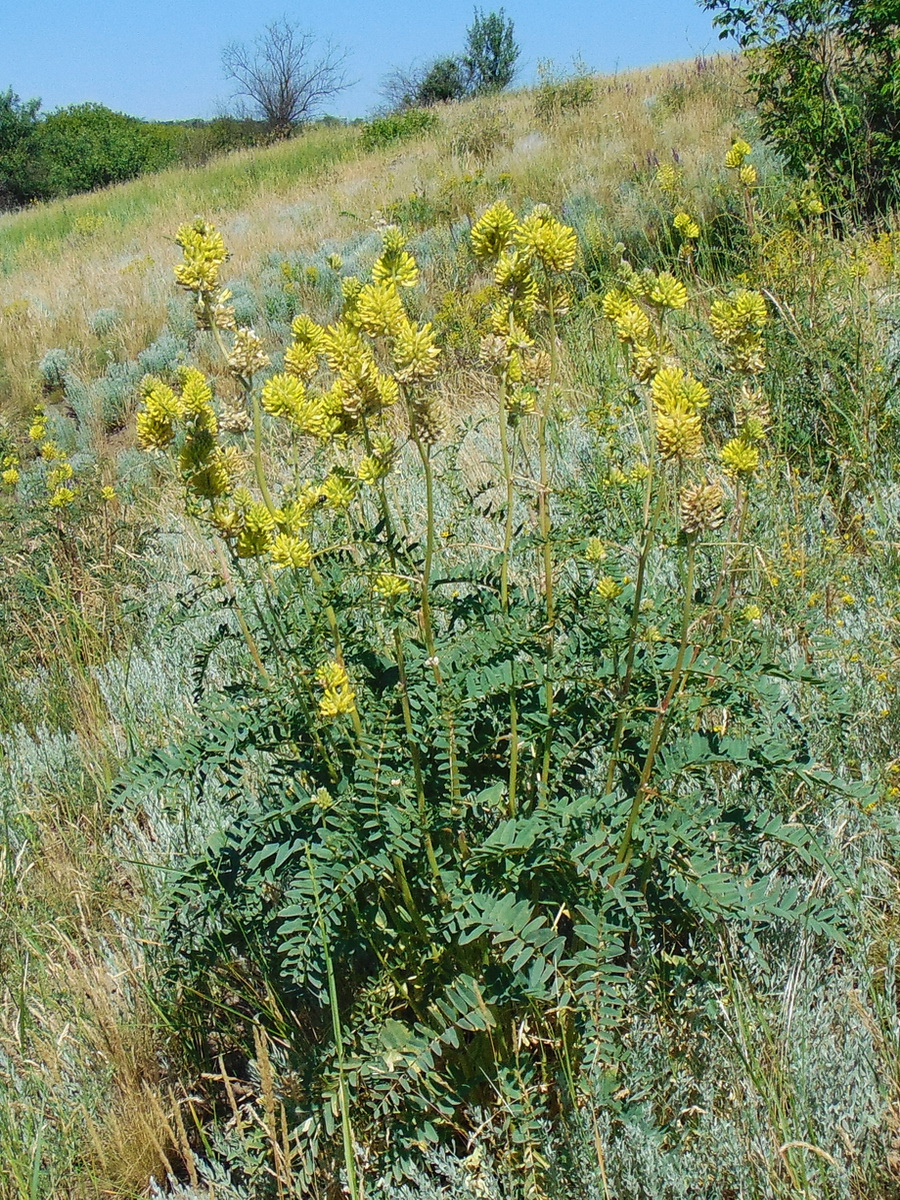
Астрагал понтійський
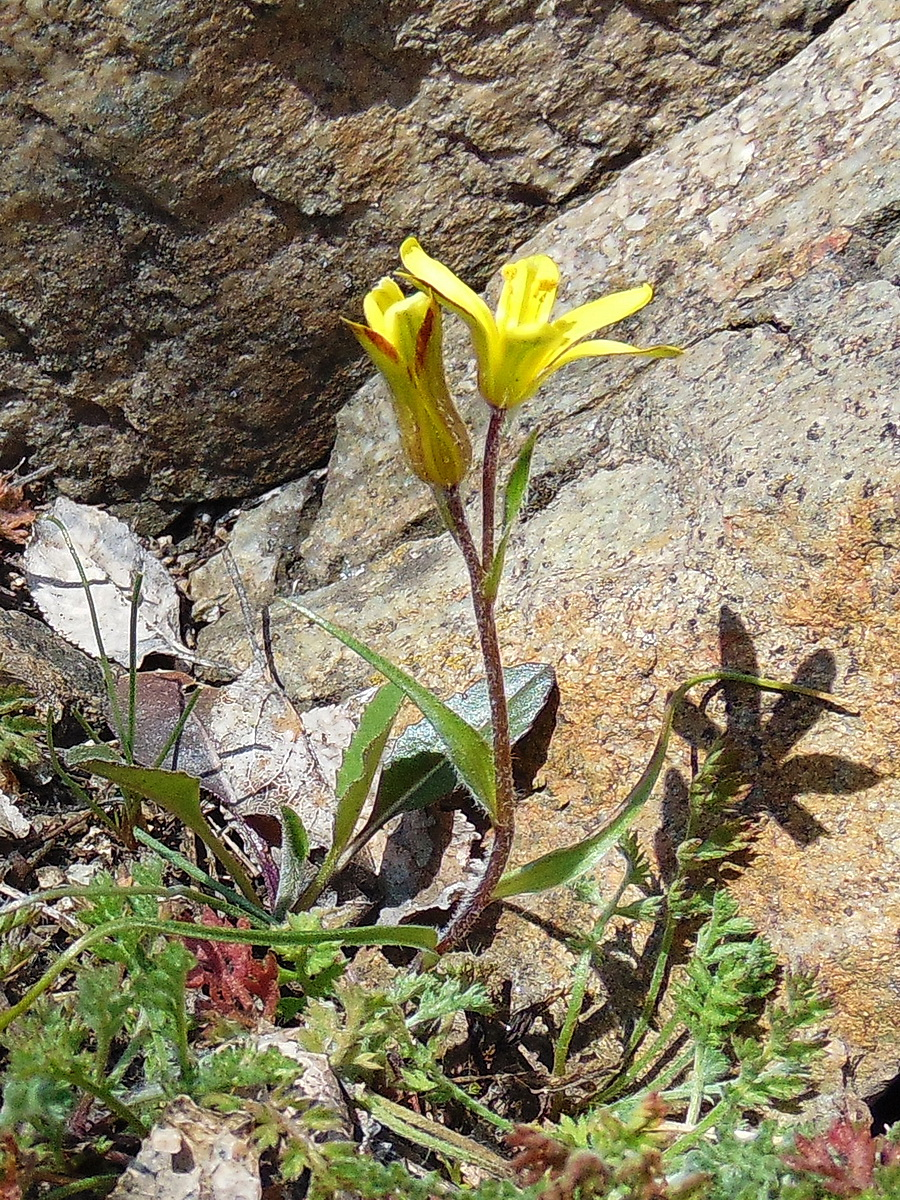
Зірочки богемські
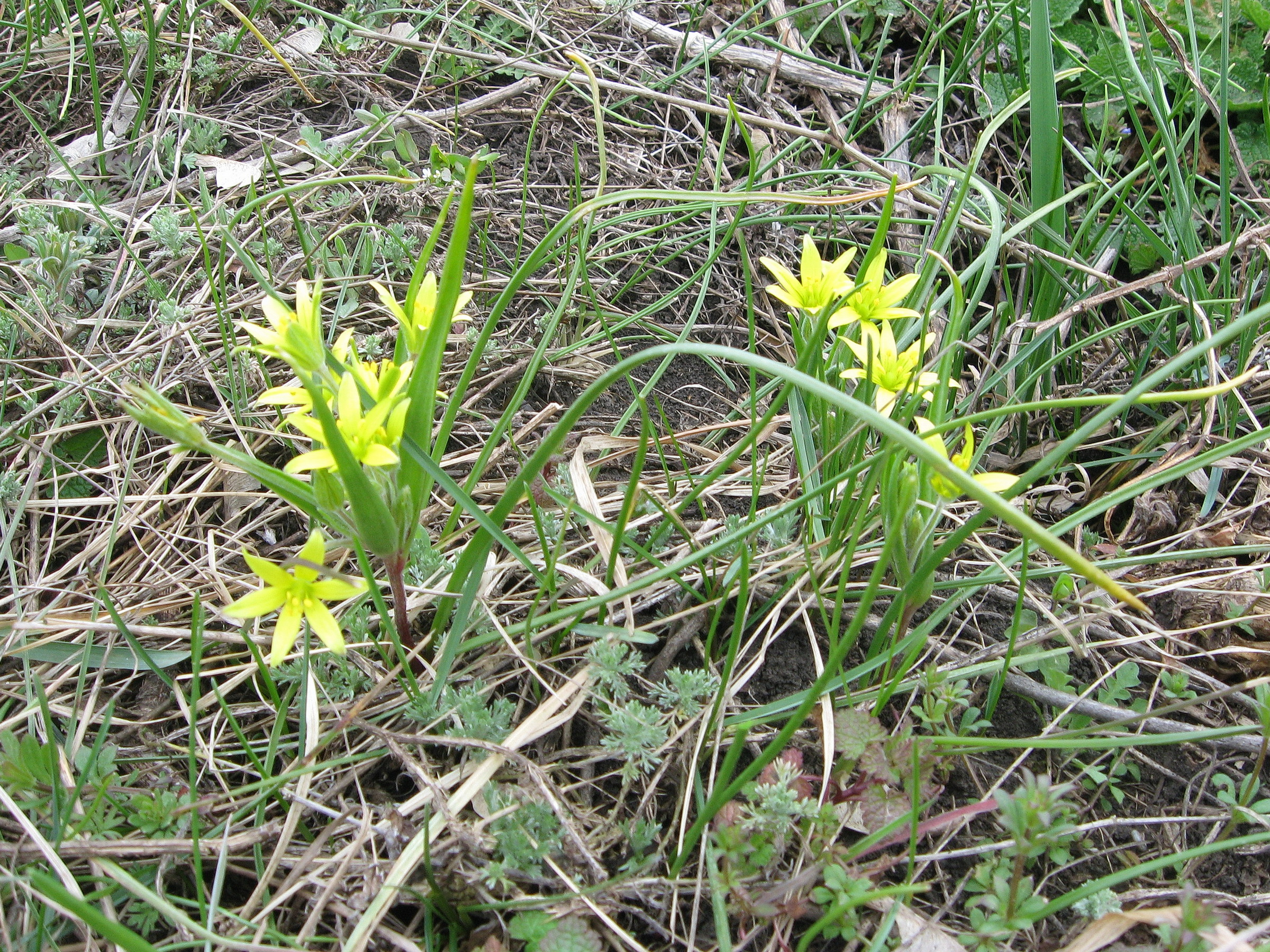
Зірочки Пачоського
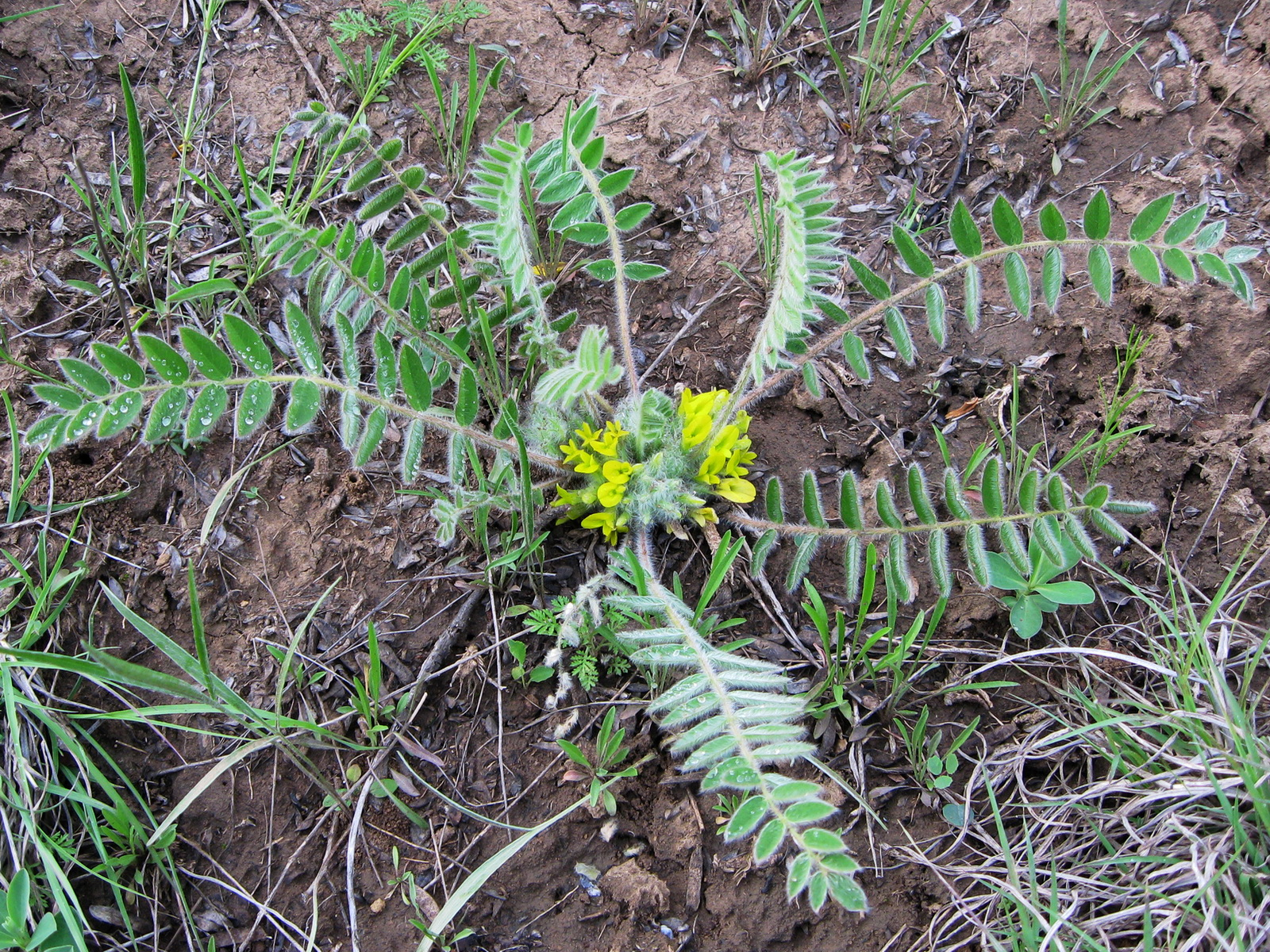
Астрагал пухнастоквітковий
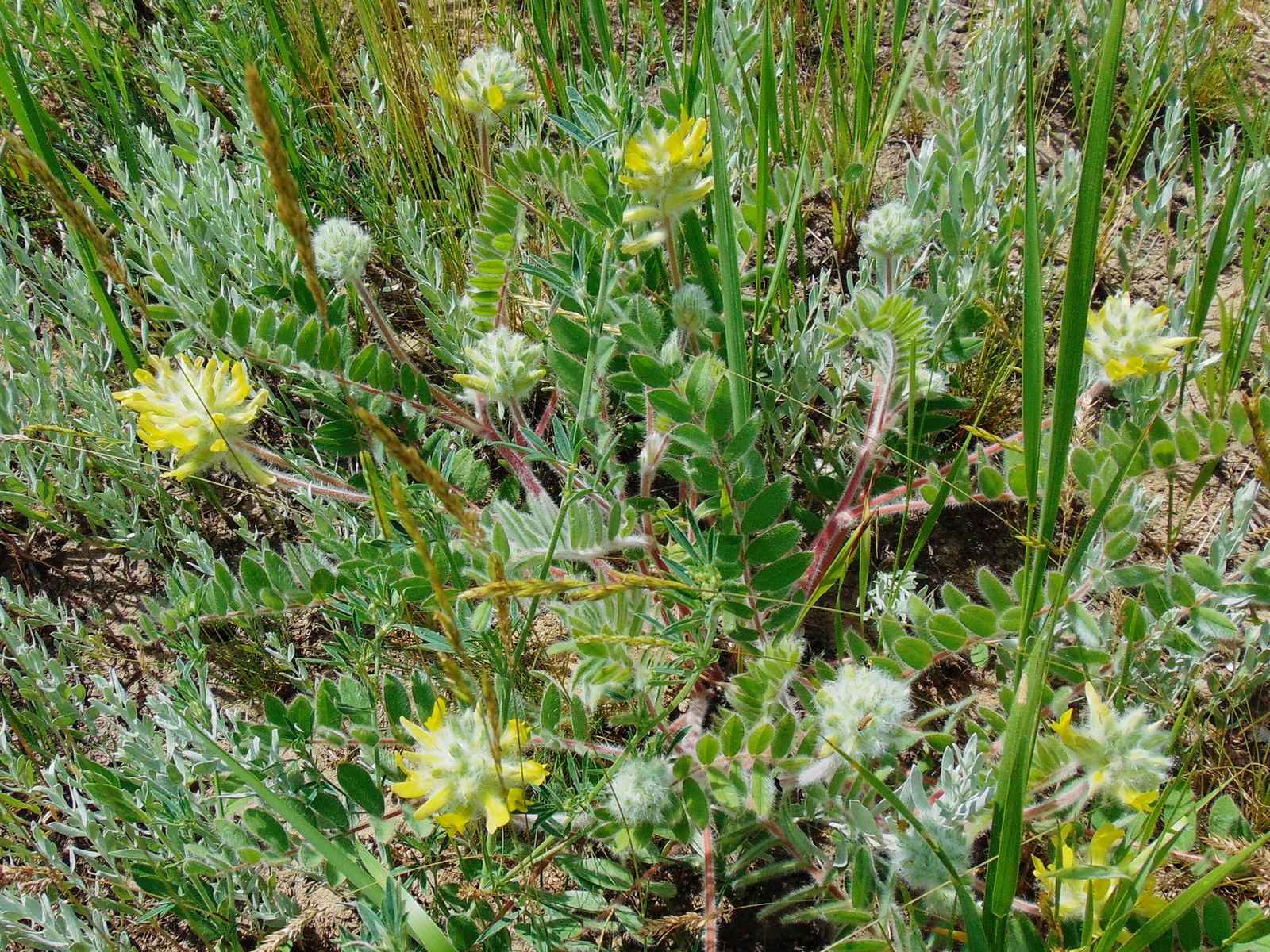
Астрагал шерстистоквітковий
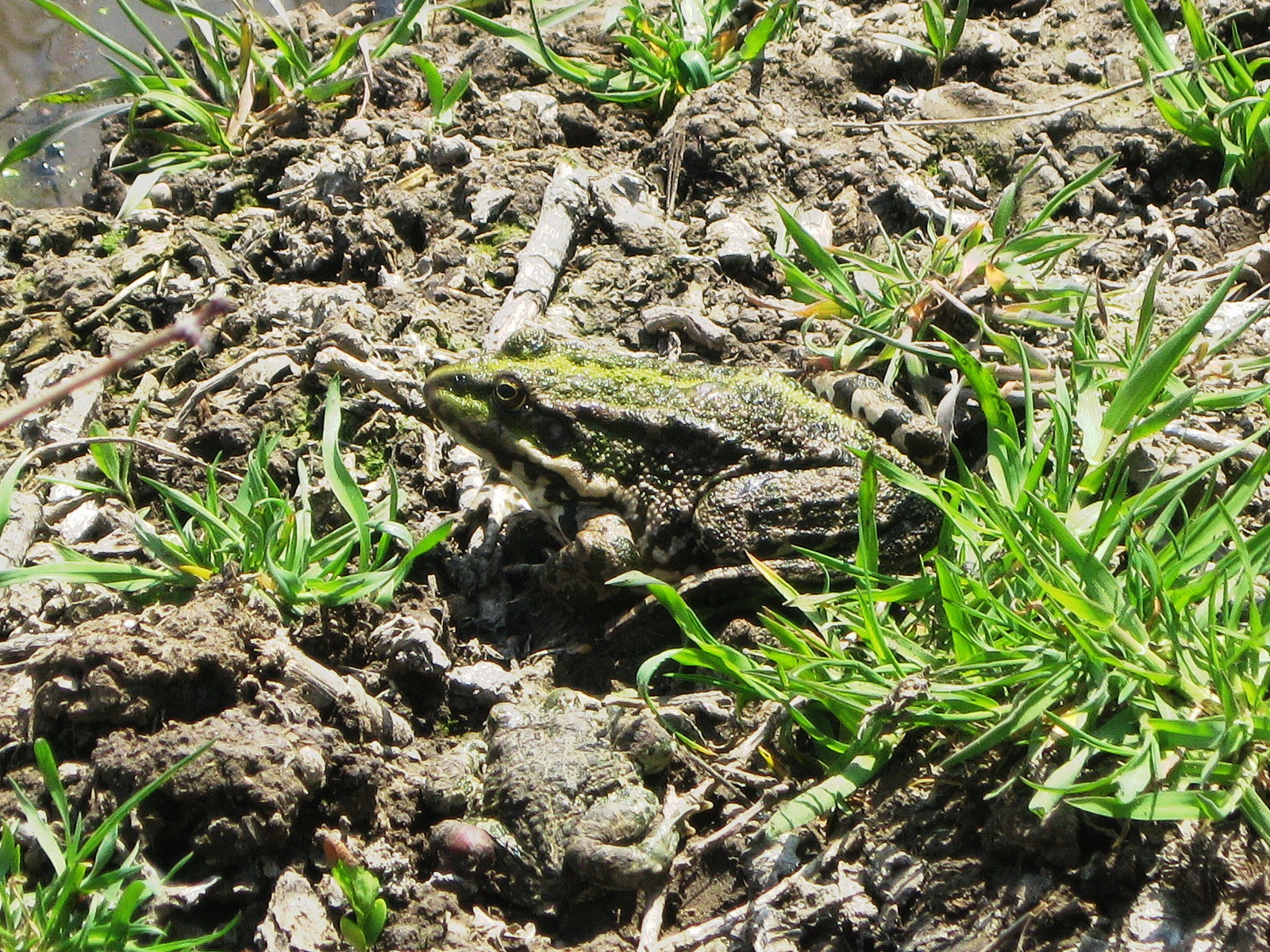
Жаба озерна і ропуха зелена
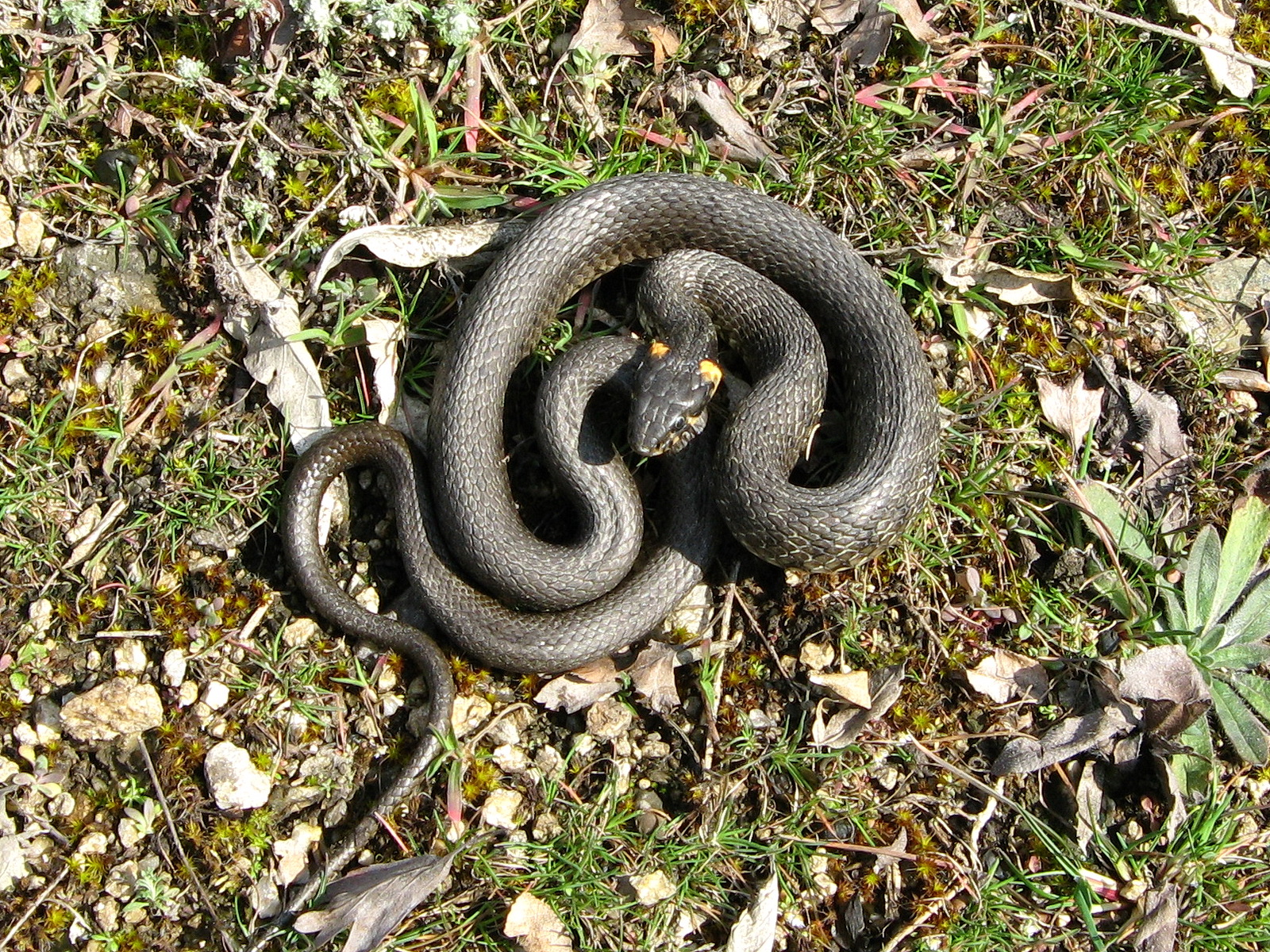
Вуж звичайний
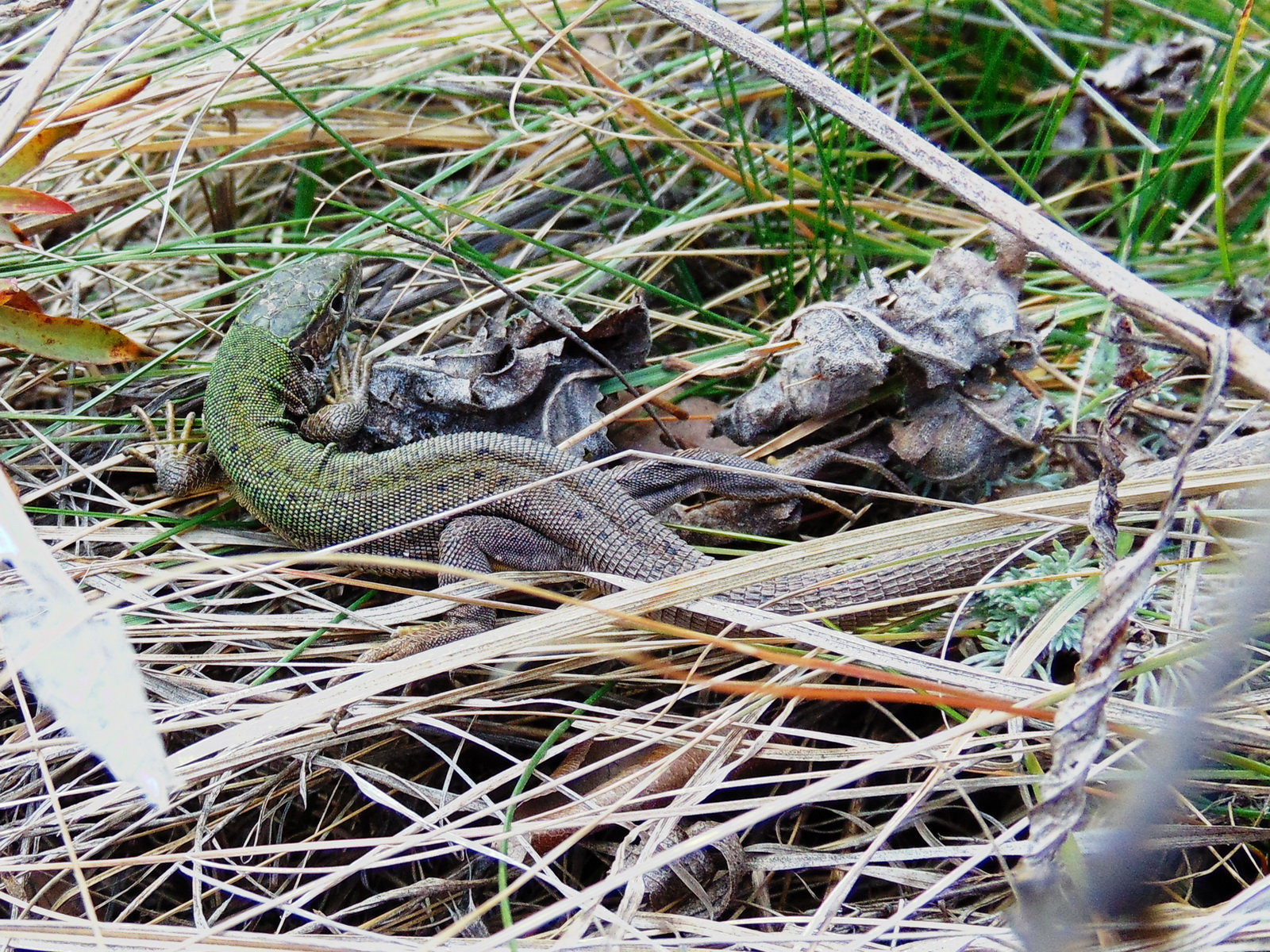
Ящірка зелена
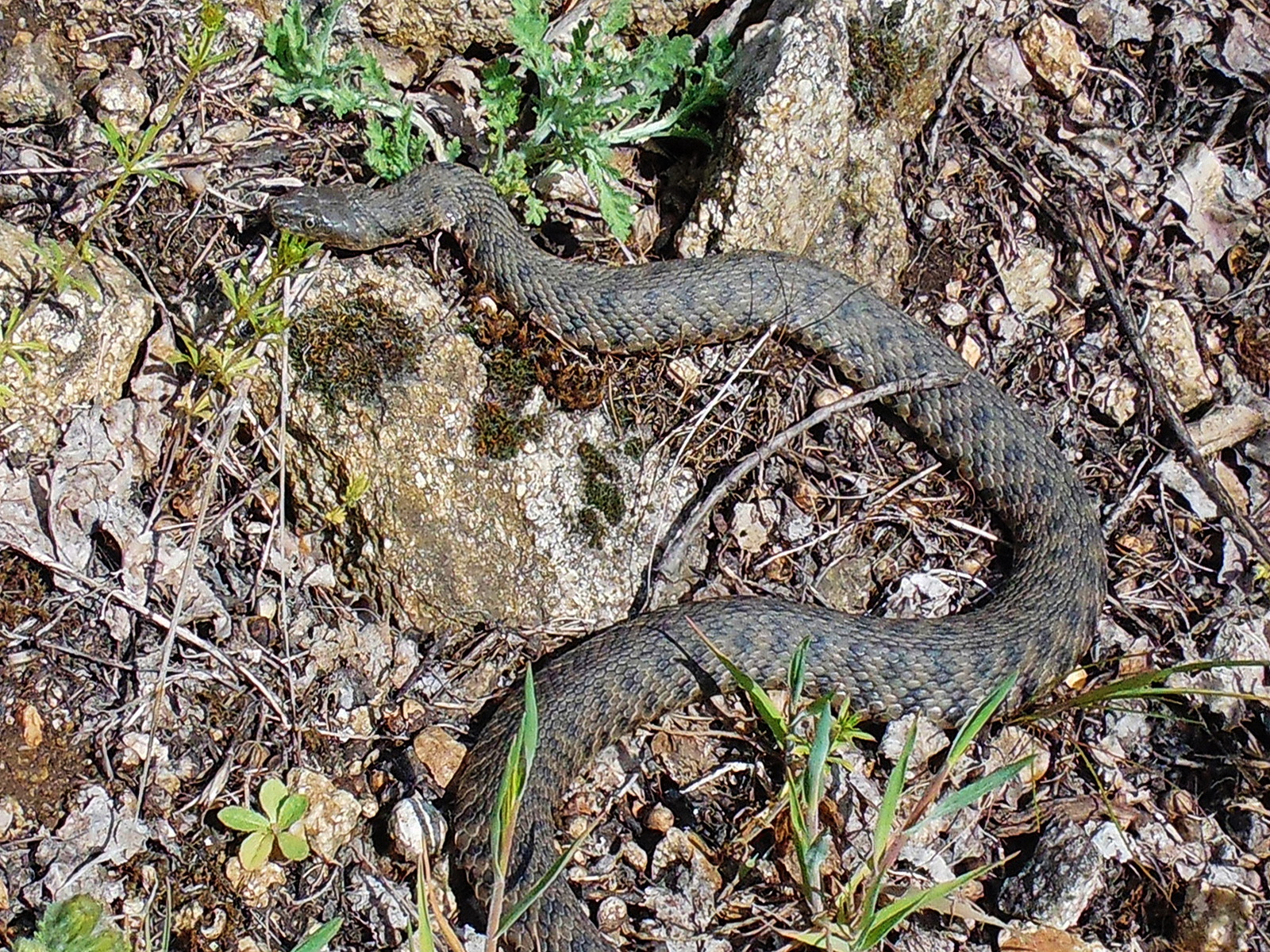
Вуж водяний